# 1966
| [ Edytuj tabelę ]                                                | |
| Przewodniczący Rady Państwa                                      | - 1964 Edward Ochab 1968 |
| Premier Polski                                                   | - 1954 Józef Cyrankiewicz 1970 |
| Prezydent Polski na uchodźstwie                                  | - 1947 August Zaleski 1972 |
| Premier rządu RP na uchodźstwie                                  | - 1965 Aleksander Zawisza 1970 |
| I sekretarz KC PZPR                                              | - 1956 Władysław Gomułka 1970 |
| Król Afganistanu                                                 | - 1933 Mohammad Zaher Szah 1973 |
| Premier Afganistanu                                              | - 1965 Mohammad Haszim Majwandwal 1967 |
| Przywódca Albanii                                                | - 1944 Enver Hoxha 1985 |
| Premier Albanii                                                  | - 1954 Mehmet Shehu 1981 |
| Prezydent Algierii                                               | - 1965 Huari Bumedien 1978 |
| Premier Algierii                                                 | - 1963 urząd zniesiony 1979 |
| Współksiążęta Andory                                             | - 1943 Ramón Iglesias i Navarri 1969 - 1959 Charles de Gaulle 1969                                                                                |
| Król Arabii Saudyjskiej                                          | - 1964 Fajsal ibn Abd al-Aziz Al Su’ud 1975 |
| Prezydent Argentyny                                              | - 1963 Arturo Umberto Illia 1966 - 1966 rada rewolucyjna 1966 - 1966 gen. Juan Carlos Ongania 1970                                                |
| Premier Australii                                                | - 1949 Robert Menzies 1966 - 1966 Harold Holt 1967                                                                                                |
| Prezydent Austrii                                                | - 1965 Franz Jonas 1974 |
| Kanclerz Austrii                                                 | - 1964 Josef Klaus 1970 |
| Premier Barbadosu                                                | - 1966 Errol Barrow 1976 |
| Przewodniczący Zjednoczonej Rady Rewolucyjnej Birmy              | - 1962 Ne Win 1974 |
| Premier Birmy                                                    | - 1962 Ne Win 1974 |
| Król Belgów                                                      | - 1951 Baudouin 1993 |
| Premier Belgii                                                   | - 1965 Pierre Harmel 1966 - 1966 Paul Vanden Boeynants 1968                                                                                       |
| Prezydent Beninu                                                 | - 1965 Christophe Soglo 1967 |
| Król Bhutanu                                                     | - 1952 Jigme Dorji Wangchuck 1972 |
| Premier Bhutanu                                                  | - 1964 urząd zniesiony 1998 |
| Prezydent Boliwii                                                | - 1964 Alfredo Ovando Candía 1966 - 1964 René Barrientos Ortuño 1969                                                                              |
| Prezydent Botswany                                               | - 1966 Seretse Khama 1980 |
| Prezydent Brazylii                                               | - 1964 Humberto de Alencar Castelo Branco 1967 |
| Sułtan Brunei                                                    | - 1950 Omar Ali Saifuddien III 1967 |
| Przywódca Bułgarii                                               | - 1954 Todor Żiwkow 1989 |
| Premier Bułgarii                                                 | - 1962 Todor Żiwkow 1971 |
| Król Burundi                                                     | - 1962 Mwambutsa IV 1966 - 1966 Ntare V 1966 |
| Prezydent Burundi                                                | - 1966 Michel Micombero 1976 |
| Premier Burundi                                                  | - 1965 Léopold Biha 1966 - 1966 Michel Micombero 1966 - 1966 urząd zniesiony 1972                                                                 |
| Prezydent Chile                                                  | - 1964 Eduardo Frei 1970 |
| Przewodniczący ChRL                                              | - 1959 Liu Shaoqi 1968 |
| Premier Chin                                                     | - 1949 Zhou Enlai 1976 |
| Prezydent Cypru                                                  | - 1960 Michail Muskos 1974 |
| Prezydent Czadu                                                  | - 1960 François Tombalbaye 1975 |
| Premier Czadu                                                    | - 1960 urząd zniesiony 1978 |
| Prezydent Czechosłowacji                                         | - 1957 Antonín Novotný 1968 |
| Premier Czechosłowacji                                           | - 1963 Jozef Lenárt 1968 |
| Król Danii                                                       | - 1947 Fryderyk IX 1972 |
| Premier Danii                                                    | - 1962 Jens Otto Krag 1968 |
| Prezydent DR Konga                                               | - 1965 Joseph-Désiré Mobutu 1971 |
| Dalajlama                                                        | - 1940 Tenzin Gjaco |
| Prezydent Dominikany                                             | - 1965 Héctor García-Godoy (tymcz.) 1966 - 1966 Joaquín Balaguer 1978                                                                             |
| Prezydent Egiptu                                                 | - 1961 Gamal Abdel Naser 1970 |
| Premier Egiptu                                                   | - 1965 Zakarijja Muhji ad-Din 1966 - 1966 Muhammad Sidki Sulajman 1967                                                                            |
| Prezydent Ekwadoru                                               | - 1963 Ramón Castro Jijón 1966 - 1966 Clemente Yerovi 1966 - 1966 Otto Arosemena 1968                                                             |
| Cesarz Etiopii                                                   | - 1941 Hajle Syllasje 1974 |
| Premier Etiopii                                                  | - 1961 Aklilu Habte-Ueld 1974 |
| Przew. Komisji Europejskiej                                      | - 1958 Walter Hallstein (Niemcy) 1967 |
| Prezydent Filipin                                                | - 1965 Ferdinand Marcos 1986 |
| Prezydent Finlandii                                              | - 1956 Urho Kekkonen 1981 |
| Premier Finlandii                                                | - 1964 Johannes Virolainen 1966 - 1966 Rafael Paasio 1968                                                                                         |
| Prezydent Francji                                                | - 1959 Charles de Gaulle 1969 |
| Premier Francji                                                  | - 1962 Georges Pompidou 1968 |
| Prezydent Gabonu                                                 | - 1964 Léon M’ba 1967 |
| Premier Gabonu                                                   | - 1961 urząd zniesiony 1975 |
| Prezydent Ghany                                                  | - 1960 Kwame Nkrumah 1966 - 1966 Joseph Ankrah 1969                                                                                               |
| Prezydent Górnej Wolty                                           | - 1960 Maurice Yaméogo 1966 - 1966 Sangoulé Lamizana 1980                                                                                         |
| Król Grecji                                                      | - 1964 Konstantyn II 1973 |
| Premier Grecji                                                   | - 1965 Stefanos Stefanopulos 1966 - 1966 Joanis Paraskewopulos 1967                                                                               |
| Premier Gujany                                                   | - 1964 Forbes Burnham 1980 |
| Prezydent Gwatemali                                              | - 1963 Enrique Peralta Azurdia 1966 - 1966 Julio César Méndez Montenegro 1970                                                                     |
| Prezydent Gwinei                                                 | - 1958 Ahmed Sekou Touré 1984 |
| Prezydent Haiti                                                  | - 1957 François Duvalier 1971 |
| Regent Hiszpanii                                                 | - 1947 Francisco Franco 1975 |
| Premier Hiszpanii                                                | - 1939 Francisco Franco 1973 |
| Król Holandii                                                    | - 1948 Juliana 1980 |
| Premier Holandii                                                 | - 1965 Jo Cals 1966 - 1966 Jelle Zijlstra 1967 |
| Prezydent Hondurasu                                              | - 1963 Oswaldo López Arellano 1971 |
| Szach Iranu                                                      | - 1941 Mohammad Reza Pahlawi 1979 |
| Premier Iranu                                                    | - 1965 Amir Abbas Howejda 1977 |
| Prezydent Iraku                                                  | - 1963 Abd as-Salam Arif 1966 - 1966 Abd ar-Rahman al-Bazzaz 1966 - 1966 Abd ar-Rahman Arif 1968                                                  |
| Premier Iraku                                                    | - 1965 Abd ar-Rahman al-Bazzaz 1966 - 1966 Nadżi Talib 1967                                                                                       |
| Prezydent Indii                                                  | - 1962 Sarvepalli Radhakrishnan 1968 |
| Premier Indii                                                    | - 1964 Lal Bahadur Shastri 1966 - 1966 Indira Gandhi 1977                                                                                         |
| Prezydent Indonezji                                              | - 1945 Sukarno 1967 |
| Prezydent Irlandii                                               | - 1959 Éamon de Valera 1973 |
| Premier Irlandii                                                 | - 1959 Seán Lemass 1966 - 1966 Jack Lynch 1973 |
| Prezydent Islandii                                               | - 1952 Ásgeir Ásgeirsson 1968 |
| Premier Islandii                                                 | - 1963 Bjarni Benediktsson (p.o) 1970 |
| Prezydent Izraela                                                | - 1963 Zalman Szazar 1973 |
| Premier Izraela                                                  | - 1963 Lewi Eszkol 1969 |
| Premier Jamajki                                                  | - 1962 Alexander Bustamante 1967 |
| Cesarz Japonii                                                   | - 1926 Hirohito 1989 |
| Premier Japonii                                                  | - 1964 Eisaku Satō 1972 |
| Prezydent Jemenu Północnego                                      | - 1962 Abd Allah as-Sallal 1967 |
| Król Jordanii                                                    | - 1952 Husajn 1999 |
| Premier Jordanii                                                 | - 1965 Wasfi at-Tall 1967 |
| Prezydent Jugosławii                                             | - 1953 Josip Broz Tito 1980 |
| Premier Jugosławii                                               | - 1963 Petar Stambolić 1967 |
| Król Kambodży                                                    | - 1960 Sisowath Kossamak (ceremonialna głowa państwa) 1970 - 1960 Norodom Sihanouk (szef państwa) 1970                                            |
| Premier Kambodży                                                 | - 1962 Norodom Kantol 1966 - 1966 Lon Nol 1967 |
| Prezydent Kamerunu                                               | - 1960 Ahmadou Ahidjo 1982 |
| Premier Kanady                                                   | - 1963 Lester Pearson 1968 |
| Emir Kataru                                                      | - 1960 Ali ibn Abd Allah Al Sani 1971 |
| Prezydent Kenii                                                  | - 1964 Jomo Kenyatta 1978 |
| Prezydent Kolumbii                                               | - 1962 Guillermo León Valencia 1966 - 1966 Carlos Lleras Restrepo 1970                                                                            |
| Prezydent Konga                                                  | - 1963 Alphonse Massamba-Débat 1968 |
| Premier Konga                                                    | - 1963 Pascal Lissouba 1966 - 1966 Ambroise Noumazalaye 1968                                                                                      |
| Patriarcha Konstantynopola                                       | - 1948 Atenagoras I 1972 |
| Prezydent Korei Południowej                                      | - 1963 Park Chung-hee 1979 |
| Premier Korei Południowej                                        | - 1964 Chung Il-kwon 1970 |
| Premier KRLD                                                     | - 1948 Kim Il Sŏng 1972 |
| Prezydent Kostaryki                                              | - 1962 Francisco Orlich Bolmarcich 1966 - 1966 José Joaquín Trejos Fernández 1970                                                                 |
| Prezydent Kuby                                                   | - 1959 Osvaldo Dorticós Torrado 1976 |
| Premier Kuby                                                     | - 1959 Fidel Castro 1976 |
| Emir Kuwejtu                                                     | - 1965 Sabah III 1977 |
| Premier Kuwejtu                                                  | - 1965 Dżabir al-Ahmad al-Dżabir as-Sabah 1978 |
| Król Laosu                                                       | - 1959 Savang Vatthana 1975 |
| Król Lesotho                                                     | - 1966 Moshoeshoe II 1990 |
| Premier Lesotho                                                  | - 1965 Leabua Jonathan 1986 |
| Prezydent Libanu                                                 | - 1964 Charles Hélou 1970 |
| Premier Libanu                                                   | - 1965 Raszid Karami 1966 - 1966 Abd Allah al-Jafi 1966 - 1966 Raszid Karami 1968                                                                 |
| Prezydent Liberii                                                | - 1944 William Tubman 1971 |
| Król Libii                                                       | - 1951 Idris I 1969 |
| Premier Libii                                                    | - 1965 Husajn Mazik 1967 |
| Książę Liechtensteinu                                            | - 1938 Franciszek Józef II 1989 |
| Premier Liechtensteinu                                           | - 1962 Gerard Batliner 1970 |
| Premier Litwyna emigracji                                        | - 1940 Stasys Lozoraitis 1983 |
| Wielki książę Luksemburga                                        | - 1964 Jan 2000 |
| Premier Luksemburga                                              | - 1959 Pierre Werner 1974 |
| Prezydent Madagaskaru                                            | - 1960 Philibert Tsiranana 1972 |
| Prezydent Malawi                                                 | - 1966 Hastings Kamuzu Banda 1994 |
| Sułtan Malediwów                                                 | - 1965 Muhammad Fareed Didi 1968 |
| Król Malezji                                                     | - 1965 Ismail Nasiruddin 1970 |
| Premier Malezji                                                  | - 1957 Tunku Abdul Rahman 1970 |
| Prezydent Mali                                                   | - 1960 Modibo Keïta 1968 |
| Premier Mali                                                     | - 1965 urząd zniesiony 1968 |
| Premier Malty                                                    | - 1962 George Borg Olivier 1971 |
| Król Maroka                                                      | - 1961 Hassan II 1999 |
| Premier Maroka                                                   | - 1965 wakat 1967 |
| Prezydent Mauretanii                                             | - 1960 Muchtar wuld Dadda 1978 |
| Premier Mauretanii                                               | - 1961 urząd zniesiony 1979 |
| Prezydent Meksyku                                                | - 1964 Gustavo Díaz Ordaz 1970 |
| Książę Monako                                                    | - 1949 Rainier III 2005 |
| Minister stanu Monako                                            | - 1963 Jean Émile Reymond 1966 - 1966 Paul Demange 1969                                                                                           |
| Przewodniczący Prezydium Wielkiego Churału Ludowego Mongolii     | - 1960 Dżamsrangijn Sambuu 1972 |
| Premier Mongolii                                                 | - 1952 Jumdżaagijn Cedenbal 1974 |
| Sekretarz generalny NATO                                         | - 1964 Manlio Brosio (Włochy) 1971 |
| Król Nepalu                                                      | - 1955 Mahendra 1972 |
| Premier Nepalu                                                   | - 1965 Surya Bahadur Thapa 1969 |
| Prezydent Niemiec                                                | - 1959 Heinrich Lübke 1969 |
| Kanclerz Niemiec                                                 | - 1963 Ludwig Erhard 1966 - 1966 Kurt Georg Kiesinger 1969                                                                                        |
| Prezydent Nigru                                                  | - 1960 Hamani Diori 1974 |
| Prezydent Nigerii                                                | - 1963 Nnamdi Azikiwe 1966 - 1966 Johnson Aguiyi-Ironsi 1966 - 1966 Yakubu Gowon 1975                                                             |
| Prezydent Nikaragui                                              | - 1963 René Schick 1966 - 1966 Orlando Montenegro Medrano (p.o.) 1966 - 1966 Lorenzo Guerrero 1967                                                |
| Król Norwegii                                                    | - 1957 Olaf V 1991 |
| Premier Norwegii                                                 | - 1965 Per Borten 1971 |
| Premier Nowej Zelandii                                           | - 1960 Keith Holyoake 1972 |
| Przewodniczący Rady Państwa NRD                                  | - 1960 Walter Ulbricht 1973 |
| Premier NRD                                                      | - 1964 Willi Stoph 1973 |
| Sułtan Omanu                                                     | - 1932 Sa’id ibn Tajmur 1970 |
| Sekretarz generalny ONZ                                          | - 1961 U Thant (Birma) 1971 |
| Prezydent Pakistanu                                              | - 1958 Muhammad Ayub Khan 1969 |
| Premier Pakistanu                                                | - 1958 urząd zniesiony 1971 |
| Prezydent Panamy                                                 | - 1964 Marco Aurelio Robles 1968 |
| Papież                                                           | - 1963 Paweł VI 1978 |
| Prezydent Paragwaju                                              | - 1954 gen. Alfredo Stroessner 1989 |
| Prezydent Peru                                                   | - 1963 Fernando Belaúnde Terry 1968 |
| Prezydent Południowej Afryki                                     | - 1961 Charles Swart 1967 |
| Premier Południowej Afryki                                       | - 1958 Hendrik Frensch Verwoerd 1966 - 1966 Balthazar Vorster 1978                                                                                |
| Prezydent Portugalii                                             | - 1958 Américo Tomás 1974 |
| Premier Portugalii                                               | - 1932 António de Oliveira Salazar 1968 |
| Sekretarz generalny Rady Europy                                  | - 1964 Peter Smithers (Wielka Brytania) 1969 |
| Prezydent Republiki Środkowoafrykańskiej                         | - 1960 David Dacko 1966 - 1966 Jean-Bédel Bokassa 1976                                                                                            |
| Premier Republiki Środkowoafrykańskiej                           | - 1960 urząd zniesiony 1975 |
| Premier Rodezji                                                  | - 1965 Ian Smith 1979 |
| Prezydent Rumunii                                                | - 1965 Chivu Stoica 1967 |
| Premier Rumunii                                                  | - 1961 Ion Gheorghe Maurer 1974 |
| Prezydent Rwandy                                                 | - 1962 Grégoire Kayibanda 1973 |
| Prezydent Salwadoru                                              | - 1962 Julio Adalberto Rivera Carballo 1967 |
| O le Ao o le Malo Samoa                                          | - 1962 Malietoa Tanumafili II 2007 |
| Premier Samoa                                                    | - 1959 Mataʻafa Mulinuʻu II 1970 |
| Kapitanowie regenci San Marino                                   | - 1965 Alvaro Casali Pietro Reffi 1966 - 1966 Francesco Valli Emilio Della Balda 1966 - 1966 Giovanni Vito Marcucci Francesco Maria Francini 1967 |
| Sekretarz Stanu do spraw Politycznych i Zagranicznych San Marino | - 1957 Federico Bigi 1972 |
| Prezydent Senegalu                                               | - 1960 Léopold Sédar Senghor 1980 |
| Premier Senegalu                                                 | - 1962 urząd zniesiony 1970 |
| Premier Sierra Leone                                             | - 1964 Albert Margai 1967 |
| Prezydent Singapuru                                              | - 1965 Encik Yusof bin Ishak 1970 |
| Premier Singapuru                                                | - 1965 Lee Kuan Yew 1990 |
| Prezydent Somalii                                                | - 1960 Aden Abdullah Osman Daar 1967 |
| Premier Somalii                                                  | - 1964 Abdirizak Haji Hussein 1967 |
| Premier Sri Lanki                                                | - 1965 Dudley Shelton Senanayake 1970 |
| Prezydent Sudanu                                                 | - 1965 Isma’il al-Azhari 1969 |
| Premier Sudanu                                                   | - 1965 Muhammad Ahmad al-Mahdżub 1966 - 1966 Sadik al-Mahdi 1967                                                                                  |
| Prezydent Syrii                                                  | - 1963 Amin al-Hafiz 1966 - 1966 Nur ad-Din al-Atasi 1970                                                                                         |
| Premier Syrii                                                    | - 1966 Salah ad-Din al-Bitar 1966 - 1966 Jusuf Zu’ajjin 1968                                                                                      |
| Prezydent Szwajcarii                                             | - 1966 Hans Schaffner 1966 |
| Król Szwecji                                                     | - 1950 Gustaw VI Adolf 1973 |
| Premier Szwecji                                                  | - 1946 Tage Erlander 1969 |
| Król Tajlandii                                                   | - 1946 Bhumibol Adulyadej 2016 |
| Premier Tajlandii                                                | - 1963 Thanom Kittikachorn 1973 |
| Prezydent Tajwanu                                                | - 1950 Czang Kaj-szek 1975 |
| Prezydent Tanzanii                                               | - 1964 Julius Nyerere 1985 |
| Prezydent Togo                                                   | - 1963 Nicolas Grunitzky 1967 |
| Premier Togo                                                     | - 1961 urząd zniesiony 1991 |
| Król Tonga                                                       | - 1965 Taufaʻahau Tupou IV 2006 |
| Premier Tonga                                                    | - 1965 Sione Ngū Manumataongo Uelingatoni 1991 |
| Premier Trynidadu i Tobago                                       | - 1962 Eric Williams 1981 |
| Prezydent Tunezji                                                | - 1957 Habib Burgiba 1987 |
| Premier Tunezji                                                  | - 1957 urząd zniesiony 1969 |
| Prezydent Turcji                                                 | - 1960 Cemal Gürsel 1966 - 1966 Cevdet Sunay 1973                                                                                                 |
| Premier Turcji                                                   | - 1965 Süleyman Demirel 1971 |
| Prezydent Ugandy                                                 | - 1962 Edward Mutesa 1966 - 1966 Milton Obote 1971                                                                                                |
| Premier Ugandy                                                   | - 1962 Milton Obote 1966 - 1966 urząd zniesiony 1980                                                                                              |
| Prezydent Urugwaju                                               | - 1955 Narodowa Rada Rządowa 1967 |
| Prezydent USA                                                    | - 1963 Lyndon B. Johnson 1969 |
| Prezydent Wenezueli                                              | - 1964 Raúl Leoni 1969 |
| Prezydent Węgier                                                 | - 1952 István Dobi 1967 |
| Premier Węgier                                                   | - 1965 Gyula Kállai 1967 |
| Monarcha Wielkiej Brytanii                                       | - 1952 Elżbieta II 2022 |
| Premier Wielkiej Brytanii                                        | - 1964 Harold Wilson 1970 |
| Prezydent Wietnamu Północnego                                    | - 1945 Hồ Chí Minh 1969 |
| Premier Wietnamu Północnego                                      | - 1955 Phạm Văn Đồng 1976 |
| Prezydent Wietnamu Południowego                                  | - 1965 Nguyễn Văn Thiệu 1975 |
| Premier Wietnamu Południowego                                    | - 1965 Nguyễn Cao Kỳ 1967 |
| Prezydent Włoch                                                  | - 1964 Giuseppe Saragat 1971 |
| Premier Włoch                                                    | - 1963 Aldo Moro 1968 |
| Prezydent WKS                                                    | - 1960 Félix Houphouët-Boigny 1993 |
| Premier WKS                                                      | - 1960 urząd zniesiony 1990 |
| Prezydent Zambii                                                 | - 1964 Kenneth Kaunda 1991 |
| Przywódca ZSRR                                                   | - 1964 Leonid Breżniew 1982 |
| Premier ZSRR                                                     | - 1964 Aleksiej Kosygin 1980 |

Rok 1966 / MCMLXVI
stulecia: XIX wiek ~
XX wiek ~
XXI wiek

dziesięciolecia:
1930–1939 •
1940–1949 •
1950–1959 •
1960–1969
• 1970–1979
• 1980–1989
• 1990–1999

lata: 1956 «
1961 «
1962 «
1963 «
1964 «
1965 «
1966
» 1967
» 1968
» 1969
» 1970
» 1971
» 1976

## Wydarzenia w Polsce
- 9 stycznia – Urząd Rady Ministrów odmówił wydania paszportu kardynałowi Wyszyńskiemu.
- 17 stycznia – premiera filmu Potem nastąpi cisza w reżyserii Janusza Morgensterna.
- 26 stycznia – w I Klinice Chirurgicznej Akademii Medycznej w Warszawie dokonano pierwszego w Polsce udanego zabiegu przeszczepienia narządu (nerki). 19-letnia pacjentka zmarła 16 lipca 1966 roku na zapalenie trzustki z pracującą nerką.
- 4 lutego – premiera filmu Niedziela sprawiedliwości.
- 11 lutego – premiera filmu Jutro Meksyk.
- 20 lutego – z inicjatywy Krzysztofa Jasińskiego rozpoczął działalność Teatr STU.
- 22 lutego – premiera filmu Katastrofa.
- 2 marca – premiera filmu Zawsze w niedziele.
- 6 marca – w Filharmonii Narodowej w Warszawie odbył się ostatni występ Chóru Eryana.
- 11 marca – premiera filmu Faraon według powieści Bolesława Prusa, w reżyserii Jerzego Kawalerowicza z Jerzym Zelnikiem w roli głównej.
- 22 marca – we Wrocławiu doszło do katastrofy na budowie Wydziału Melioracji Wyższej Szkoły Rolniczej (dziś Uniwersytet Przyrodniczy), w wyniku której zginęło 10 robotników.
- 31 marca – profesor Wiktor Bross przeprowadził pierwszą w Polsce udaną transplantację nerki od żywego dawcy.
- 14 kwietnia – obchody 1000-lecia chrztu Polski.
- 24 kwietnia – odbyła się premiera pierwszego programu Kabaretu Owca.
- 29 kwietnia – oddano do użytku nowy ośrodek TVP Katowice wraz z 110-metrową wieżą telewizyjną.
- 3 maja:
  - Jasna Góra: uroczyste obchody Tysiąclecia Chrztu Polski.
  - premiera filmu Niekochana.
- 9 maja – Telewizja Polska wyemitowała pierwszy odcinek serialu Czterej pancerni i pies w reżyserii Konrada Nałęckiego.
- 13 maja – premiera komedii filmowej Pieczone gołąbki w reżyserii Tadeusza Chmielewskiego.
- 19 maja – dokonano oblotu szybowca SZD-30 Pirat.
- 22 maja – w Warszawie odsłonięto pomnik Marii Konopnickiej, ufundowany ze składek dzieci.
- 26 maja:
  - w czasie uroczystości religijnych w Warszawie procesja wiernych została rozpędzona przez milicję, aresztowano 400 osób.
  - brutalnie stłumiono protesty mieszkańców Brzegu w obronie mienia kościelnego.
- 1 czerwca:
  - powstała Politechnika Opolska.
  - wprowadzono do obiegu banknot o nominale 1000 zł.
- 23 czerwca – założono klub rugby Ogniwo Sopot.
- 1 lipca – założono nową parafię rzymskokatolicką w Sanoku.
- 10 lipca – we Wrocławiu Celina Gerwin ustanowiła rekord Polski w biegu na 400 m wynikiem 55,4 s.
- 14 lipca – aresztowano Karola Kota, znanego również jako „Wampir z Krakowa”; oskarżono go o zamordowanie 2 osób, 10 prób zabójstwa oraz 4 podpalenia. Skazany na karę śmierci – powieszony w 1968.
- 20 lipca – premiera filmu Lekarstwo na miłość.
- 13–19 września – wizyta szacha Muhammada Reza Pahlawi w Polsce.
- 16 września – wyemitowano premierowe wydania lokalnych programów informacyjnych Kronika (TVP Kraków) i Kronika (TVP Szczecin).
- 19 września – odbyła się premiera filmu Piekło i niebo.
- 4 października – odbyła się premiera filmu Marysia i Napoleon.
- 8 października – debiut Kazimierza Deyny w I lidze w barwach ŁKS.
- 9 października – odsłonięto Pomnik Obrońców Wybrzeża na Westerplatte.
- 11 października – Będzin: 18-letnia bratanica Edwarda Gierka została zamordowana przez wampira z Zagłębia – Zdzisława Marchwickiego.
- 14 października:
  - w Sudetach w pobliżu wsi Kletno odkryto jaskinię, nazwaną później „Jaskinią Niedźwiedzia”.
  - w Gorzowie Wielkopolskim odnotowano październikowe maksimum temperatury powietrza (+ 28,7 °C).
- 5 listopada – pilot Stanisław Józefczak ustanowił na SZD-9 Bocian polski szybowcowy rekord absolutnej wysokości lotu (12 560 m).
- 15 listopada – zrekonstruowana przez Piotra Kartawika rasa ogar polski została zarejestrowana w Międzynarodowej Federacji Kynologicznej.
- 18 listopada – premiera filmu Bariera.
- 23 listopada – Wawel, Kraków: konferencja naukowa poświęcona Tysiącleciu Państwa Polskiego.
- 10 grudnia – grupa Czerwone Gitary wydała swój pierwszy album To właśnie my.
- Wydano (w Londynie) po raz pierwszy w języku polskim Drogę św. Josemarii Escrivy de Balaguer.

## Wydarzenia na świecie
- 1 stycznia:
  - Luksemburg objął prezydencję w Radzie Unii Europejskiej.
  - Jean-Bédel Bokassa po obaleniu Davida Dacko objął stanowisko prezydenta Republiki Środkowoafrykańskiej.
- 3 stycznia – w wyniku zamachu stanu płk Sangoulé Lamizana przejął władzę w Górnej Wolcie (późniejszej Burkinie Faso).
- 4 stycznia – w Taszkencie rozpoczęły się indyjsko-pakistańskie negocjacje pokojowe.
- 5 stycznia – w rozegranym w Liverpoolu pierwszym w historii meczu piłkarskich reprezentacji Anglii i Polski padł remis 1:1.
- 7 stycznia – rząd RFN ogłosił poparcie dla działań USA w Wietnamie.
- 10 stycznia – Indie i Pakistan podpisały w Taszkencie 10-punktową deklarację pokojową przewidującą m.in. wycofanie wojsk na pozycje sprzed wojny o Kaszmir we wrześniu 1965 roku.
- 11 stycznia – uruchomiono metro w Tbilisi.
- 13 stycznia – w Watykanie obchodzono 1000-lecie chrztu Polski.
- 15 stycznia:
  - podczas wojskowego zamachu stanu został zamordowany premier Nigerii Abubakar Tafawa Balewa.
  - w katastrofie samolotu Douglas DC-6 w okolicy kolumbijskiego miasta Cartagena de Indias zginęło 56 osób.
- 17 stycznia – nad Hiszpanią w pobliżu miejscowości Palomares doszło do zderzenia amerykańskiego bombowca B-52 z czterema bombami termojądrowymi na pokładzie i tankowca stratosferycznego typu KC-135. Zginęło 7 osób (Katastrofa lotnicza pod Palomares).
- 19 stycznia – Indira Gandhi została premierem Indii.
- 22 stycznia – papież Paweł VI ustanowił Archidiecezję Anchorage na Alasce.
- 24 stycznia – 117 osób zginęło, gdy lecący z Bombaju do Nowego Jorku indyjski Boeing 707 uderzył w zbocze Mont Blanc.
- 26 stycznia – Harold Holt został premierem Australii.
- 27 stycznia – papież Paweł VI kanonizował Adelajdę z Vilich.
- 28 stycznia – 46 osób zginęło na lotnisku w Bremie w katastrofie należącego do Lufthansy samolotu Convair CV440.
- 29 stycznia – państwa członkowskie Wspólnot Europejskich zawarły tzw. kompromis luksemburski.
- 31 stycznia – została wystrzelona radziecka sonda księżycowa Łuna 9.
- 3 lutego – radziecka sonda Łuna 9 wylądowała na księżycowym Oceanie Burz.
- 4 lutego – 133 osoby zginęły w katastrofie japońskiego Boeinga 727 nad Zatoką Tokijską.
- 14 lutego – zdewaluowano walutę australijską.
- 16 lutego – Francuzi przeprowadzili na algierskiej Saharze ostatni z siedemnastu próbnych wybuchów jądrowych.
- 22 lutego – z kosmodromu w Bajkonurze wystrzelono biosatelitę z psami Wietierokiem i Ugolokiem.
- 23 lutego – Partia Baas dokonała zamachu stanu w Syrii.
- 24 lutego – prezydent Ghany Kwame Nkrumah został obalony w bezkrwawym zamachu stanu. Jego miejsce zajął Joseph Ankrah.
- 27 lutego – radziecka sonda Wenera 2 przeleciała obok Wenus.
- 1 marca – radziecka sonda kosmiczna Wenera 3 dokonała pierwszego wejścia w atmosferę Wenus.
- 4 marca:
  - John Lennon powiedział w wywiadzie dla brytyjskiej gazety Evening Standard, że grupa The Beatles jest popularniejsza od Chrystusa.
  - kanadyjski samolot Douglas DC-8 rozbił się podczas lądowania w Tokio; zginęły 64 osoby, 8 zostało rannych.
- 5 marca:
  - katastrofa lotu BOAC 911: amerykański Boeing 707 rozbił się o górę Fudżi, zginęły 124 osoby.
  - austriacki wokalista Udo Jürgens z utworem Merci Chéri zwyciężył w 11. Konkursie Piosenki Eurowizji w Luksemburgu.
- 7 marca:
  - prezydent Charles de Gaulle zapowiedział wystąpienie Francji z militarnych struktur NATO.
  - uchwalono Konwencję w sprawie likwidacji wszelkich form dyskryminacji rasowej.
- 8 marca – w Dublinie IRA wysadziła w powietrze Kolumnę Nelsona.
- 10 marca – odbył się ślub przyszłej królowej holenderskiej Beatrycze z niemieckim dyplomatą Clausem von Amsbergiem.
- 13 marca – został założony Narodowy Związek Całkowitego Wyzwolenia Angoli (UNITA).
- 16 marca:
  - NASA: rozpoczęła się misja Gemini 8.
  - po 22 dniach w kosmosie powróciły na Ziemię radzieckie psy Ugoliok i Weterok.
- 22 marca – podczas pierwszej w historii oficjalnej wizyty arcybiskupa Canterbury w Watykanie podpisano deklarację ustanowienia stosunków między Kościołami: katolickim i anglikańskim.
- 27 marca – w Dortmundzie odbyły się I Halowe Mistrzostwa Europy w Lekkoatletyce.
- 28 marca – Cevdet Sunay został wybrany przez parlament na prezydenta Turcji.
- 31 marca:
  - została wystrzelona radziecka sonda Łuna 10, pierwszy sztuczny satelita Księżyca.
  - oficjalnie zakazano stosowania japońskich jednostek miary (system metryczny wprowadzono w 1924 roku).
- 3 kwietnia – radziecka sonda Łuna 10 weszła na orbitę Księżyca, zostając jego pierwszym sztucznym satelitą.
- 13 kwietnia – w katastrofie śmigłowca zginął prezydent Iraku Abd as-Salam Arif.
- 16 kwietnia – Abd ar-Rahman Arif został prezydentem Iraku.
- 18 kwietnia – odbyła się 38. ceremonia wręczenia Oscarów.
- 21 kwietnia – Andriej Gromyko jako pierwszy radziecki dyplomata odwiedził Watykan.
- 26 kwietnia – trzęsienie ziemi zniszczyło Taszkent, stolicę Uzbekistanu.
- 30 kwietnia – Amerykanin Anton Szandor LaVey założył Kościół Szatana.
- 6 maja – brytyjscy seryjni mordercy Ian Brady i Myra Hindley zostali skazani na kary dożywotniego pozbawienie wolności.
- 10 maja – w stanie Massachusetts zniesiono zakaz rozpowszechniania środków zapobiegających ciąży i materiałów informacyjnych dotyczących kontroli urodzin.
- 14 maja – założono chilijski klub piłkarski Deportes Antofagasta.
- 16 maja – w Chinach rozpoczęła się tzw. rewolucja kulturalna.
- 26 maja:
  - Gujana uzyskała niepodległość (od Wielkiej Brytanii).
  - w mieście Denizli założono turecki klub piłkarski Denizlispor.
- 29 maja:
  - radziecka sonda Łuna 10 rozbiła się o powierzchnię Księżyca.
  - otwarto Estadio Azteca w m. Meksyk.
- 30 maja – została wystrzelona amerykańska sonda księżycowa Surveyor 1.
- 2 czerwca – sonda kosmiczna Surveyor 1 osiadła na Księżycu, stając się pierwszym amerykańskim statkiem kosmicznym, który wylądował na innym ciele niebieskim.
- 7 czerwca – w USA wystrzelono satelitę geofizycznego OGO 3.
- 11 czerwca – w Sacramento, Amerykanin Tommie Smith ustanowił rekord świata w biegu na 200 m wynikiem 20,0 s.
- 13 czerwca – Sąd Najwyższy Stanów Zjednoczonych w sprawie Miranda vs. stan Arizona uznał, że policja ma obowiązek informować aresztowanego o jego prawach w czasie zatrzymania; od tamtego czasu policjanci recytują osobie podejrzanej katalog przysługujących jej praw, tzw. prawa Mirandy.
- 14 czerwca – watykańska Kongregacja Doktryny Wiary z upoważnienia papieża Pawła VI zniosła Indeks ksiąg zakazanych.
- 16 czerwca – w nowojorskim porcie zderzyły się i eksplodowały tankowce „Texaco Massachusetts” i „Alva Cape”, w wyniku czego zginęły 33 osoby.
- 19 czerwca – w Indiach założono nacjonalistyczno-prawicową partię hinduistyczną Shiv Sena (Armia Śiwy).
- 20 czerwca:
  - Kanada kupiła od ZSRR 95 mln ton pszenicy.
  - Prezydent Francji Charles de Gaulle przybył z wizytą do Moskwy.
- 21 czerwca – premiera dramatu filmowego Kto się boi Virginii Woolf? w reżyserii Mike’a Nicholsa.
- 25 czerwca – Jugosławia i Watykan wznowiły stosunki dyplomatyczne.
- 26 czerwca – otwarto ogród zoologiczny w norweskim Kristiansand.
- 1 lipca – Holandia objęła prezydencję w Radzie Unii Europejskiej.
- 2 lipca – Francuzi przeprowadzili swoją pierwszą próbę atomową na atolu Mururoa.
- 5 lipca – w Sztokholmie, Australijczyk Ron Clarke ustanowił rekord świata w biegu na 5000 m wynikiem 13:16,6 s.
- 18 lipca – w USA wystartował statek kosmiczny Gemini 10.
- 29 lipca – w Nigerii doszło do przewrotu wojskowego.
- 30 lipca – w pierwszym transmitowanym przez telewizję finale piłkarskich Mistrzostw Świata Anglia wygrała z Niemcami 4:2.
- 1 sierpnia – szaleniec Charles Whitman otworzył ogień z wieży Uniwersytetu Teksańskiego w Austin, zabijając 14 i raniąc 31 osób.
- 5 sierpnia:
  - grupa The Beatles wydała album Revolver.
  - rozpoczęto budowę World Trade Center.
- 7 sierpnia – amerykańskie miasto Lansing: zamieszki na tle rasowym.
- 10 sierpnia – wystrzelono sondę księżycową Lunar Orbiter 1.
- 11 sierpnia – John Lennon podczas zwołanej w Chicago konferencji prasowej przeprosił za swoją wypowiedź, w której padły słowa, iż The Beatles są „popularniejsi od Jezusa”.
- 14 sierpnia – sonda Lunar Orbiter 1 weszła na orbitę okołoksiężycową.
- 18 sierpnia – rewolucja kulturalna: na pekińskim Placu Niebiańskiego Spokoju odbył się wiec Mao Zedonga z udziałem 11 mln hunwejbinów.
- 23 sierpnia – sonda Lunar Orbiter 1 wykonała pierwsze zdjęcie Ziemi z orbity Księżyca.
- 24 sierpnia – została wystrzelona radziecka sonda księżycowa Łuna 11.
- 29 sierpnia – w San Francisco The Beatles zagrali ostatni oficjalny koncert.
- 6 września – premier RPA Hendrik Frensch Verwoerd został zasztyletowany w budynku parlamentu w Kapsztadzie.
- 8 września – premiera pierwszego odcinka serialu Star Trek: The Original Series (The Man Trap) w telewizji NBC.
- 12 września – rozpoczęła się załogowa misja kosmiczna Gemini 11.
- 20 września:
  - wystrzelono sondę księżycową Surveyor 2.
  - Gujana została członkiem ONZ.
- 23 września – na Księżycu rozbiła się amerykańska bezzałogowa sonda Surveyor 2.
- 29 września – odbyła się prezentacja Chevroleta Camaro.
- 30 września:
  - po odbyciu 20-letnich kar pozbawienia wolności, nazistowscy zbrodniarze wojenni Baldur von Schirach i Albert Speer opuścili berlińskie więzienie Spandau.
  - Botswana (jako Beczuana) uzyskała niepodległość (od Wielkiej Brytanii).
- 2 października – oddano do użytku stadion Vicente Calderóna w Madrycie.
- 4 października – Lesotho uzyskało niepodległość (od Wielkiej Brytanii).
- 6 października – w Kalifornii zdelegalizowano LSD.
- 13 października – Botswana oraz Lesotho zostały członkami ONZ.
- 14 października – otwarto pierwszą linię metra w Montrealu.
- 21 października – na walijską wioskę Aberfan osunęła się hałda kopalniana (katastrofa w Aberfan). Zginęły 144 osoby, głównie uczniowie z zasypanej szkoły.
- 22 października – została wystrzelona sonda księżycowa Łuna 12.
- 25 października – Lon Nol został premierem Kambodży.
- 27 października – Zgromadzenie Ogólne ONZ uchwaliło odebranie RPA mandatu nad Afryki Południowo-Zachodniej i poddanie terytorium bezpośredniej odpowiedzialności ONZ.
- 29 października:
  - sonda Lunar Orbiter 1 uderzyła planowo w powierzchnię Księżyca.
  - w USA założono National Organization for Women.
- 4 listopada – Florencja została zalana sześciometrową falą powodziową. Zniszczeniu uległo wiele zabytków.
- 7 listopada – odbyła się premiera filmu Matnia.
- 11 listopada – NASA: rozpoczęła się ostatnia misja programu Gemini – Gemini 12.
- 13 listopada – Japonia: 50 osób zginęło w katastrofie samolotu NAMC YS-11 linii All Nippon Airways.
- 15 listopada – NASA: zakończyła się załogowa misja kosmiczna Gemini 12.
- 18 listopada – premiera filmu Pociągi pod specjalnym nadzorem w reżyserii Jirzego Menzla.
- 22 listopada – Jelle Zijlstra został premierem Holandii.
- 24 listopada – 82 osoby zginęły w katastrofie bułgarskiego Iła-18, który uderzył w zbocze góry krótko po starcie z lotniska w Bratysławie.
- 26 listopada – we Francji uruchomiono pierwszą na świecie elektrownię pływową.
- 28 listopada – Burundi: przewrót; obalono monarchię i proklamowano republikę.
- 30 listopada – Barbados uzyskał niepodległość (od Wielkiej Brytanii).
- 1 grudnia – w RFN utworzono rząd Kurta Georga Kiesingera (tzw. Wielkiej Koalicji CDU/CSU i SPD).
- 8 grudnia:
  - ponad 200 osób zginęło w wyniku zatonięcia greckiego promu samochodowego „Iraklion”, płynącego z Krety do Pireusu.
  - premiera filmu Wielka włóczęga.
- 9 grudnia – Barbados został członkiem ONZ.
- 15 grudnia – astronom Audouin Dollfus odkrył Janusa, jeden z księżyców Saturna.
- 16 grudnia – uchwalono w Nowym Jorku pakty: Międzynarodowy Pakt Praw Społecznych i Politycznych oraz Międzynarodowy Pakt Praw Społecznych, Gospodarczych i Kulturalnych, mające moc wiążącą w prawie międzynarodowym dla przestrzegania praw człowieka (Prawa człowieka i ich ochrona, B. Gronowska, Toruń 2005).
- 18 grudnia:
  - Richard Walker odkrył jeden z księżyców Saturna – Epimeteusza.
  - wyprawa amerykańska dokonała pierwszego wejścia na najwyższe wzniesienie Antarktydy – Masyw Vinsona.
- 19 grudnia – powołano do życia Azjatycki Bank Rozwoju.
- 20 grudnia – W Hagen zakończył się proces załogi obozu zagłady w Sobiborze.
- 21 grudnia:
  - wystrzelono radziecką sondę księżycową Łuna 13.
  - wyprodukowano 100-tysięczny egzemplarz Porsche (model 912).
- 23 grudnia:
  - dokonano oblotu francuskiego myśliwca Dassault Mirage F1.
  - na ekrany włoskich kin wszedł spaghetti western Dobry, zły i brzydki z udziałem Clinta Eastwooda, Lee Van Cleefa i Eli Wallacha w rolach tytułowych.
- 24 grudnia:
  - radziecka sonda Łuna 13 wylądowała na Księżycu.
  - Wietnam Południowy: 129 osób zginęło w katastrofie amerykańskiego samolotu wojskowego CL-44.

## Urodzili się
- 1 stycznia:
  - Ivica Dačić, serbski polityk, premier Serbii
  - Nikołaj Gulajew, rosyjski łyżwiarz szybki
  - Maris Lauri, estońska ekonomistka, polityk
  - Jolanta Leszczyńska, polska szachistka
  - Joachim Mencel, polski pianista jazzowy, kompozytor
  - Joanna Sadkiewicz, polska szachistka
- 2 stycznia:
  - Ryszard Dołomisiewicz, polski żużlowiec
  - Kate Hodge, amerykańska aktorka, producentka filmowa
- 3 stycznia:
  - Saleh Al-Saleh, saudyjski piłkarz
  - Tomasz Kot, polski jezuita
- 4 stycznia:
  - Christian Kern, austriacki menedżer, polityk, kanclerz Austrii
  - Ladislav Maier, czeski piłkarz, bramkarz
  - Jerzy Streich, polski siatkarz
- 5 stycznia:
  - Adolfo Aldana, hiszpański piłkarz
  - Deborah Carthy-Deu, portorykańska zwyciężczyni konkursu Miss Universe
  - Jerzy Durał, polski muzyk, kompozytor, autor tekstów, plastyk, scenarzysta i reżyser wideoklipów, członek zespołu Ziyo
  - Niklas Isfeldt, szwedzki wokalista, członek zespołu Dream Evil
  - Andrij Szandor, ukraiński sędzia piłkarski
- 6 stycznia:
  - Attilio Lombardo, włoski piłkarz
  - A.R. Rahman, indyjski kompozytor, twórca muzyki filmowej
  - Javier Weber, argentyński siatkarz, trener
- 7 stycznia:
  - Ganxsta Zolee, węgierski raper
  - Heiko Scholz, niemiecki piłkarz
  - Markus Schupp, niemiecki piłkarz, trener
  - Ayman Taher, egipski piłkarz, bramkarz, trener
  - Jerzy Wasiukiewicz, polski satyryk, rysownik, felietonista
- 8 stycznia:
  - Trude Dybendahl, norweska biegaczka narciarska (zm. 2024)
  - Cynthia Kaszyńska, polska aktorka
  - Roger Ljung, szwedzki piłkarz
- 9 stycznia:
  - Zbigniew Miązek, polski kajakarz górski, trener
  - Mirosław Piotrowski, polski historyk, polityk, eurodeputowany
  - Nacho Sotomayor, hiszpański muzyk, kompozytor, producent muzyczny
- 10 stycznia
  - Dariusz Grzesik, polski piłkarz, trener
  - Adam Jakimowicz, polski architekt, rysownik, nauczyciel akademicki
  - Kennedy McKinney, amerykański bokser
  - José Antonio Monago, hiszpański prawnik, polityk
  - Jarosław Romańczuk, białoruski ekonomista, polityk narodowości polskiej
- 11 stycznia:
  - Marc Acito, amerykański pisarz, satyryk, scenarzysta
  - Kelley Law, kanadyjska curlerka
- 12 stycznia:
  - Iwajło Jordanow, bułgarski piłkarz
  - Olivier Martinez, francuski aktor
  - Roberto Rambaudi, włoski piłkarz, trener
  - Rob Zombie, amerykański muzyk i wokalista heavymetalowy, członek zespołu White Zombie, reżyser, pisarz, autor komiksów
- 13 stycznia:
  - Patrick Dempsey, amerykański aktor pochodzenia irlandzkiego
  - Gerardo Esquivel, meksykański piłkarz
  - Ołeh Melnyczenko, ukraiński piłkarz, trener
  - Leo Visser, holenderski piłkarz, trener
- 14 stycznia – Marko Hietala, fiński basista, członek zespołu Nightwish
- 15 stycznia:
  - Erhan Balcı, turecki zapaśnik
  - Witold Charatonik, polski matematyk
  - Kimmo Tarkkio, fiński piłkarz
- 16 stycznia:
  - Jorge Aguilera, kubański lekkoatleta, sprinter
  - Jurij Bakałow, ukraiński piłkarz, trener
  - Carlos Sousa, portugalski kierowca rajdowy
  - Anthony Washington, amerykański lekkoatleta, dyskobol
- 17 stycznia:
  - Karim Aïnouz, brazylijski reżyser filmowy pochodzenia algierskiego
  - Irena Car, polska lekkoatletka, kulomiotka
  - Lubczo Georgiewski, macedoński polityk, premier Macedonii Północnej
  - Kim Joo-sung, południowokoreański piłkarz
  - Stephin Merritt, amerykański wokalista, autor tekstów, członek zespołu The Magnetic Fields
  - Shabba Ranks, jamajski wykonawca muzyki ragga/dancehall
- 18 stycznia:
  - Aleksandr Chalifman, rosyjski szachista
  - Wiesław Łysakowski, polski producent filmowy
  - Fabián Mazzei, argentyński aktor
  - André Ribeiro, brazylijski kierowca wyścigowy (zm. 2021)
- 19 stycznia:
  - Floris Jan Bovelander, holenderski hokeista na trawie
  - Stefan Edberg, szwedzki tenisista
  - Antoine Fuqua, amerykański reżyser filmowy
  - Lena Philipsson, szwedzka piosenkarka, autorka tekstów, prezenterka telewizyjna
  - Aaron Slight, nowozelandzki motocyklista wyścigowy
  - Juan Soler, argentyńsko-meksykański aktor
  - Michael Streiter, austriacki piłkarz, trener
- 20 stycznia:
  - Beata Andrzejczuk, polska pisarka
  - Jarosław Dubicki, polski koszykarz
  - Tracii Guns, amerykański gitarzysta, członek zespołów: Guns N’ Roses, L.A. Guns, Contraband i Brides of Destruction(inne języki)
  - Chris Morris, amerykański koszykarz
  - Peter Tschentscher, niemiecki polityk, burmistrz Hamburga
  - Rainn Wilson, amerykański aktor
- 21 stycznia:
  - Farhat Abdrajmow, kazachski aktor (zm. 2021)
  - Ennio Arlandi, włoski szachista
  - Robert Del Naja, brytyjski muzyk, wokalista, członek zespołu Massive Attack
- 22 stycznia:
  - Carolyn Peck, amerykańska koszykarka, trenerka, komentatorka sportowa
  - Barbara Grzywocz, polska lekkoatletka, sprinterka i płotkarka
  - Tania Harcourt-Cooze, brytyjska aktorka, modelka
  - Thomas Rådström, szwedzki kierowca rajdowy i rallycrossowy
- 23 stycznia:
  - Diana Barrows, amerykańska aktorka, wokalistka
  - Scott Fortune, amerykański siatkarz
  - Małgorzata Grodzińska-Jurczak, polska biolog
  - Lee McRae, amerykański lekkoatleta, sprinter
  - Luigi Renna, włoski duchowny katolicki, biskup Cerignola-Ascoli Satriano
  - Witalij Sawin, kazachski lekkoatleta, trójskoczek
  - Katarzyna Szymańska-Borginon, polska dziennikarka
- 24 stycznia:
  - Petr Bendl, czeski polityk
  - Marek Chowaniec, polski scenograf, teatralny, telewizyjny i filmowy
  - Fennis Dembo, amerykański koszykarz
  - Shaun Donovan, amerykański polityk
  - Michael Forgeron, kanadyjski wioślarz
  - Karin Viard, francuska aktorka
- 25 stycznia:
  - Tomasz Bąk, polski generał brygady
  - Veronika Bilgeri, niemiecka saneczkarka
  - Jan Bolland, amerykańska kolarka szosowa i przełajowa
  - Chet Culver, amerykański polityk
  - Gao Hongbo, chiński piłkarz, trener
  - Michał (Gabriczidze), gruziński biskup prawosławny
  - Janos Joanu, cypryjski piłkarz, trener i działacz piłkarski
  - Patrik Liljestrand, szwedzki piłkarz ręczny, trener
  - Kristina Mundt, niemiecka wioślarka
  - Bruce Murray, amerykański piłkarz
  - Jacek Włosowicz, polski samorządowiec, polityk, senator RP i eurodeputowany
- 26 stycznia:
  - Bruce Billson, australijski polityk
  - Carlos Alfredo Cabezas Mendoza, wenezuelski duchowny katolicki, biskup Punto Fijo
  - Artur Lipiński, polski prawnik
  - Anita Nair, indyjska pisarka
  - Leszek Sagan, polski neurochirurg, neurotraumatolog, wykładowca akademicki
  - Sonexay Siphandone, laotański polityk
  - Stachursky, polski piosenkarz
- 27 stycznia:
  - Edel Therese Høiseth, norweska łyżwiarka szybka
  - Tadeusz Jelinek, polski duchowny ewangelicko-reformowany, kapelan wojskowy
  - Ken Sugimori, japoński projektant gier video
  - Piotr Szczepankowski, polski ekonomista, wykładowca akademicki
- 28 stycznia:
  - Bożena Bąk, polska badmintonistka
  - Andrea Berg, niemiecka piosenkarka
  - Michal Pivoňka, czeski hokeista
  - Jari Räsänen, fiński biegacz narciarski
  - Wojciech Stawowy, polski piłkarz, trener
- 29 stycznia:
  - Franz Neuländtner, austriacki skoczek narciarski
  - Romário, brazylijski piłkarz
- 30 stycznia:
  - Debra Ochs, amerykańska łuczniczka
  - Bożena Majtyka, polska szachistka
  - Douglas Wood, kanadyjski lekkoatleta, tyczkarz
- 31 stycznia:
  - Dmitrij Aleksiejew, rosyjski saneczkarz
  - Dexter Fletcher, brytyjski aktor, reżyser, scenarzysta i producent filmowy
  - Rolf Järmann, szwajcarski kolarz szosowy
  - JJ Lehto, fiński kierowca wyścigowy
  - Brian Mikkelsen, duński politolog, polityk
  - Müller, brazylijski piłkarz, trener
  - Grzegorz Myśliwski, polski historyk
- 1 lutego:
  - Michelle Akers, amerykańska piłkarka
  - Wasilis Dimitriadis, grecki piłkarz
  - Nicola Giuliano, włoski producent filmowy
  - Edyta Jungowska, polska aktorka
  - Rob Lee, angielski piłkarz
  - Hanna Marszałek-Kolasa, polska siatkarka
  - Jelena Nikołajewa, rosyjska lekkoatletka, chodziarka
  - Krzysztof Siemion, polski sztangista
- 2 lutego:
  - Andriej Czesnokow, rosyjski tenisista
  - Zuzanna Dąbrowska, polska dziennikarka
  - Robert DeLeo, amerykański basista, członek zespołów: Stone Temple Pilots i Army of Anyone(inne języki)
  - Marzena Frąszczak, polska koszykarka
  - Robert Hedin, szwedzki piłkarz ręczny, trener
  - Mariusz Szmidka, polski dziennikarz
- 3 lutego:
  - Frank Coraci, amerykański reżyser i scenarzysta filmowy pochodzenia włoskiego
  - František Ružička, słowacki dyplomata
- 4 lutego:
  - Niels Henriksen, duński wioślarz
  - Maciej Jahnz, polski gitarzysta, członek zespołów: Slavoy, Houk i Flapjack
  - Wiaczesław Jekimow, rosyjski kolarz szosowy i torowy
  - Marjut Rolig, fińska biegaczka narciarska
- 5 lutego – Vincent Tulli, francuski inżynier dźwięku, mikser, edytor, aktor
- 6 lutego:
  - Rick Astley, brytyjski piosenkarz, muzyk, autor tekstów piosenek
  - Sławomir Drabik, polski żużlowiec
  - Alexander Szelig, niemiecki bobsleista
  - Krzysztof Szyga, polski inżynier, samorządowiec, polityk, poseł na Sejm RP
- 7 lutego:
  - Jyrki Järvi, fiński żeglarz sportowy
  - Iryna Łucenko, ukraińska inżynier, polityk
  - Tiziano Motti, włoski przedsiębiorca, polityk
  - Kristin Otto, niemiecka pływaczka, dziennikarka sportowa
  - Lucketz Swartbooi, namibijski lekkoatleta, maratończyk
- 8 lutego:
  - Jan Karlsson, szwedzki kolarz szosowy
  - Bruno Labbadia, niemiecki piłkarz, trener
  - Christo Stoiczkow, bułgarski piłkarz, trener
- 9 lutego:
  - Tatjana Golikowa, rosyjska polityk
  - Ellen van Langen, holenderska lekkoatletka, biegaczka średniodystansowa
- 10 lutego:
  - Natalie Bennett, brytyjska dziennikarka, polityk pochodzenia australijskiego
  - Heiko Bonan, niemiecki piłkarz, trener
  - Renata Przemyk, polska piosenkarka
- 11 lutego:
  - Cristina Grigoraș, rumuńska gimnastyczka
  - Beata Kempa, polska polityk, poseł na Sejm RP, eurodeputowana
  - Aleksandr Siemak, rosyjski hokeista, trener
- 12 lutego:
  - Paul Crook, amerykański gitarzysta
  - Karen Holliday, nowozelandzka kolarka szosowa i torowa
  - Lochlyn Munro, kanadyjski aktor
  - Leszek Pękalski, polski seryjny morderca
  - Dorota Segda, polska aktorka, pedagog
- 13 lutego:
  - Vahan Bego, ormiański malarz, rzeźbiarz
  - Roland Dannö, szwedzki żużlowiec
  - Jeff Waters, kanadyjski gitarzysta, wokalista, kompozytor, producent muzyczny, członek zespołu Annihilator
- 14 lutego:
  - Taco van den Honert, holenderski hokeista na trawie
  - Alex Scarrow, brytyjski pisarz
  - Petr Svoboda, czeski hokeista
- 15 lutego:
  - Stephen Ackles, norweski piosenkarz, pianista, autor tekstów (zm. 2023)
  - Dominique Blanchet, francuski duchowny katolicki, biskup Belfort-Montbéliard
  - Roman Kosecki, polski piłkarz, działacz piłkarski, polityk, poseł na Sejm RP
  - Kim Myers, amerykańska aktorka
- 16 lutego:
  - Vítor Paneira, portugalski piłkarz, trener
  - Niklas Zennström, szwedzki programista komputerowy, przedsiębiorca
- 17 lutego:
  - Janis Kalidzakis, grecki piłkarz
  - Michael LePond, amerykański basista, członek zespołów: Symphony X i Dead on Arrival
  - Denez Prigent, bretoński pieśniarz
  - Luc Robitaille, kanadyjski hokeista, działacz hokejowy
  - Atle Skårdal, norweski narciarz alpejski
- 18 lutego:
  - Dmitrij Konyszew, rosyjski kolarz szosowy
  - Lousewies van der Laan, holenderska polityk
- 19 lutego:
  - Justine Bateman, amerykańska aktorka
  - Wendy Kaplan, amerykańska aktorka
  - Paweł Konnak, polski performer, reżyser filmowy, konferansjer
  - Enzo Scifo, belgijski piłkarz
  - Maciej Srebro, polski polityk, poseł na Sejm RP, minister łączności
- 20 lutego:
  - Perica Bukić, chorwacki piłkarz wodny, polityk
  - Cindy Crawford, amerykańska modelka
  - Urs Fischer, szwajcarski piłkarz, trener
  - Krzysztof Misiak, polski gitarzysta
  - Dennis Mitchell, amerykański lekkoatleta, sprinter
  - Aleksandra Skowronek, polska działaczka samorządowa, wicemarszałek województwa śląskiego
- 21 lutego:
  - Dariusz Czykier, polski piłkarz
  - Rachid Daoudi, marokański piłkarz
  - Patricia Saunders, amerykańska zapaśniczka
- 22 lutego:
  - Gonçalves, brazylijski piłkarz
  - Jacek Granat, polski sędzia piłkarski
  - Thorsten Kaye, niemiecko-brytyjski aktor
  - Jacek Kurski, polski dziennikarz, polityk, poseł na Sejm RP, eurodeputowany
  - Luca Marchegiani, włoski piłkarz, bramkarz
  - Dorota Salamon, polska aktorka
  - Piotr Synowiec, polski przedsiębiorca, samorządowiec, prezydent Opola
- 23 lutego:
  - Sylwia Bednarska, polska lekkoatletka, płotkarka
  - Alexandre Borges, brazylijski aktor
  - Artur Lekbello, albański piłkarz
  - Neal McDonough, amerykański aktor
  - Mieczysław Ożóg, polski piłkarz
  - Didier Queloz, szwajcarski astronom, laureat Nagrody Nobla
  - Tone Wilhelmsen Trøen, norweska polityk, przewodnicząca Stortingu
- 24 lutego:
  - Alain Mabanckou, kongijski prozaik, poeta
  - Ben Miller, brytyjski aktor
  - Tina Thörner, szwedzka pilotka rajdowa
  - Billy Zane, amerykański aktor, reżyser i producent filmowy
- 25 lutego:
  - Alexis Denisof, amerykański aktor pochodzenia rosyjskiego
  - Marc Emmers, belgijski piłkarz
  - Andrew Feldman, brytyjski prawnik, polityk
  - Piotr Witold Lech, polski pisarz science fiction i fantasy
  - Téa Leoni, amerykańska aktorka pochodzenia włosko-polskiego
  - Ioana Olteanu, rumuńska wioślarka
- 26 lutego:
  - Svatopluk Buchta, czeski kolarz torowy
  - Garry Conille, haitański lekarz, dyplomata, polityk, premier Haiti
  - Urs Kälin, szwajcarski narciarz alpejski
  - Najwa Karam, libańska piosenkarka
  - Jacek Lipiński, polski prawnik, prokurator, samorządowiec, burmistrz Aleksandrowa Łódzkiego
  - Néstor Lorenzo, argentyński piłkarz
- 27 lutego:
  - Patrick Carman, amerykański pisarz
  - Baltasar Kormákur, islandzki aktor, scenarzysta, producent i reżyser filmowy i teatralny
  - Donal Logue, kanadyjski aktor
  - Saffet Sancaklı, turecki piłkarz
- 28 lutego:
  - Vincent Askew, amerykański koszykarz, trener
  - Paulo Futre, portugalski piłkarz
  - Philip Reeve, brytyjski pisarz, ilustrator
  - Edward Shearmur, brytyjski kompozytor muzyki filmowej
- 1 marca:
  - Susan Auch, kanadyjska łyżwiarka szybka
  - Randy Hultgren, amerykański polityk, kongresmen
  - Zack Snyder, amerykański reżyser i scenarzysta filmowy
  - Delphine de Vigan, francuska pisarka
- 2 marca:
  - Ann Leckie, amerykańska pisarka science fiction i fantasy
  - Alvaro Načinović, chorwacki piłkarz ręczny
  - Judith Wiesner, austriacka tenisistka
- 3 marca:
  - Nacer Abdellah, marokański piłkarz
  - Hope Marie Carlton, amerykańska aktorka, modelka
  - Fernando Colunga, meksykański aktor, model
  - Jiří Holubec, czeski biathlonista
  - Michaił Miszustin, rosyjski ekonomista, polityk, premier Rosji
  - Grzegorz Nowaczyk, polski samorządowiec, prezydent Elbląga
  - Heidi Swedberg(inne języki), amerykańska aktorka telewizyjna i filmowa
  - Timo Tolkki, fiński gitarzysta, wokalista, kompozytor, członek zespołów: Stratovarius i Revolution Renaissance
- 4 marca:
  - Emese Hunyady, węgiersko-austriacka łyżwiarka szybka
  - Kevin Johnson, amerykański koszykarz
  - Helmut Mayer, austriacki narciarz alpejski
  - Grand Puba, amerykański raper
- 5 marca:
  - Mario De Clercq, belgijski kolarz szosowy i przełajowy
  - Kim Pan-keun, południowokoreański piłkarz, trener
  - Paul Ritter, brytyjski aktor (zm. 2021)
  - Oh Eun-sun, południowokoreańska wspinaczka
- 6 marca:
  - Maurice Ashley, amerykański szachista pochodzenia jamajskiego
  - Alan Davies, brytyjski aktor, komik, pisarz
  - Tomasz Lis, polski dziennikarz, publicysta
  - Tomasz Muchiński, polski piłkarz, bramkarz, trener
  - Paweł Sierżęga, polski historyk
  - Wojciech Zabołotny, polski inżynier
- 7 marca:
  - Günther Csar, austriacki kombinator norweski
  - Władimir Draczow, rosyjski biathlonista
  - Leszek Galemba, polski rolnik, samorządowiec, polityk, poseł na Sejm RP
  - Ludwig Kögl, niemiecki piłkarz
  - Atsushi Sakurai, japoński wokalista, muzyk, autor tekstów
  - Joy Tanner, amerykańska aktorka
- 8 marca:
  - Hervé Boussard, francuski kolarz szosowy (zm. 2013)
  - Jemma Nunu Kumba, południowosudańska polityczka
  - Piotr Zajączkowski, polski piłkarz, trener
- 9 marca:
  - Pat Miletich, amerykański zawodnik MMA
  - Blaise Piffaretti, szwajcarski piłkarz
  - Pascal Vahirua, francuski piłkarz pochodzenia tahitańskiego
- 10 marca:
  - Edie Brickell, amerykańska piosenkarka, autorka tekstów
  - Michaił Marchiel, białoruski piłkarz, trener
  - Snežana Samardžić-Marković, serbska polityk
  - Simon Wi Rutene, nowozelandzki narciarz alpejski
- 11 marca:
  - Stéphane Demol, belgijski piłkarz, trener (zm. 2023)
  - Wojciech Domaradzki, polski polityk, poseł na Sejm RP
  - Maria Kamrowska, polska lekkoatletka, wieloboistka
  - Halvor Persson, norweski skoczek narciarski
- 12 marca:
  - David Daniels, amerykański śpiewak operowy (kontratenor)
  - Luis Milla, hiszpański piłkarz, trener
  - Mariusz Puzio, polski hokeista, trener
- 13 marca:
  - Jerzy Cypryś, polski nauczyciel, dziennikarz, urzędnik i samorządowiec
  - Bożena Dziubińska, polska lekkoatletka, biegaczka
  - Luděk Niedermayer, czeski ekonomista, polityk, eurodeputowany
  - Alastair Reynolds, brytyjski pisarz science fiction
  - Tine Scheuer-Larsen, duńska tenisistka
- 14 marca:
  - Ewa Klajman-Gomolińska, polska pisarka, poetka, publicystka
  - Elise Neal, amerykańska aktorka
- 15 marca:
  - Luca Ceriscioli, włoski polityk, prezydent Marche
  - Dorota Chotecka, polska aktorka
  - Grzegorz Kacała, polski rugbysta
  - Beata Moskal-Słaniewska, polska działaczka samorządowa, prezydent Świdnicy
  - Władysław Stasiak, polski polityk, minister spraw wewnętrznych i administracji, szef Kancelarii Prezydenta RP (zm. 2010)
- 16 marca:
  - Darius Kaminskas, litewski lekarz, samorządowiec, polityk
  - Robert Ninkiewicz, polski aktor
  - Chrissy Redden, kanadyjska kolarka górska i przełajowa
- 17 marca:
  - José Francisco González González, meksykański duchowny katolicki, biskup Campeche
  - Elżbieta Jakubiak, polska polityk, poseł na Sejm RP, minister sportu i turystyki
  - Jeremy Sheffield, brytyjski aktor, tancerz
  - José Luis Villarreal, argentyński piłkarz
  - Stefano Zoff, włoski bokser
- 18 marca:
  - Ton Caanen, holenderski piłkarz, trener
  - Jerry Cantrell, amerykański muzyk, wokalista, kompozytor, członek zespołu Alice in Chains
  - Irina Chabarowa, rosyjska lekkoatletka, sprinterka
  - Troy Kemp, bahamski lekkoatleta, skoczek wzwyż
  - Nuno Melo, portugalski prawnik, polityk
  - Álvaro Vargas Llosa, peruwiański publicysta, politolog
- 19 marca:
  - Nigel Clough, angielski piłkarz, trener
  - Ernesto Fernández, argentyński duchowny katolicki
  - Agnieszka Kręglicka, polska restauratorka, felietonistka
  - Olaf Marschall, niemiecki piłkarz
  - Andy Sinton, angielski piłkarz, trener
- 20 marca:
  - Chung Jong-son, południowokoreański piłkarz, trener
  - Irma Kurti, albańska poetka, dziennikarka
  - Gabriel Moya, hiszpański piłkarz
  - Iwona Skowron-Dobrowolska, polska artystka, malarka
  - Adam Supeł, polski polityk, wojewoda warmińsko-mazurski
- 21 marca:
  - Benito Archundia, meksykański sędzia piłkarski
  - Kenny Bräck, szwedzki kierowca wyścigowy
  - DJ Premier, amerykański didżej, producent muzyczny
  - Hauke Fuhlbrügge, niemiecki lekkoatleta, średniodystansowiec
  - Per Jonsson, szwedzki żużlowiec
  - Bogdan Marcinkiewicz, polski polityk, eurodeputowany
  - Adam Rudawski, polski nauczyciel akademicki, profesor nadzwyczajny Uniwersytetu Szczecińskiego
- 22 marca:
  - Ondrej Glajza, słowacki kolarz przełajowy
  - Katharina Gutensohn, austriacka narciarka alpejska
  - Martha McSally, amerykańska polityk, senator
  - Artis Pabriks, łotewski politolog, polityk
  - Piotr Pilitowski, polski aktor
  - Brian Shaw, amerykański koszykarz
  - Dariusz Szymura, polski operator filmowy, dokumentalista
- 23 marca:
  - Michael Anderson, amerykański koszykarz
  - Karin Enström, szwedzka polityk
  - Marin Hinkle, amerykańska aktorka
  - Ryszard Koziołek, polski literaturoznawca
  - Martin Ndongo Ebanga, kameruński bokser (zm. 2024)
  - Alfred Nijhuis, holenderski piłkarz
  - Hubert Urbański, polski prezenter telewizyjny
- 24 marca:
  - Penny Toler, amerykańska koszykarka, trenerka
  - René Breitbarth, niemiecki bokser
  - Erling Jevne, norweski biegacz narciarski
- 25 marca:
  - Tom Glavine, amerykański baseballista
  - Humberto González, meksykański bokser
  - Janusz Kotowski, polski samorządowiec, prezydent Ostrołęki
  - Dmitrij Kwartalnow, rosyjski hokeista, trener
  - Witold Mroziewski, polski duchowny katolicki, biskup pomocniczy Brooklynu
  - Franco de Peña, wenezuelski reżyser filmowy
- 26 marca:
  - Markus Gähler, szwajcarski skoczek narciarski (zm. 1997)
  - Michael Imperioli, amerykański aktor pochodzenia włoskiego
  - Helena Javornik, słoweńska lekkoatletka, biegaczka
  - Shari Leibbrandt-Demmon, holenderska curlerka
  - Benny Nielsen, duński pływak
- 27 marca:
  - Žarko Paspalj, czarnogórski koszykarz
  - Jerzy (Wladimiru), cypryjski biskup prawosławny
- 28 marca:
  - Juan Borges Mateos, kubański szachista
  - Høgni Hoydal, farerski polityk
  - Jacek Laszczkowski, polski śpiewak operowy, aktor
- 29 marca:
  - Krasimir Bałykow, bułgarski piłkarz, trener
  - Jeroen Dijsselbloem, holenderski ekonomista, polityk
  - Mirco Gennari, sanmaryński piłkarz
  - Sigrid Kirchmann, austriacka lekkoatletka, skoczkini wzwyż
  - Krzysztof Kłak, polski polityk, samorządowiec, poseł na Sejm III kadencji
- 30 marca:
  - Joey Castillo, amerykański perkusista, członek zespołów: Sugartooth(inne języki), Danzig, Zilch(inne języki), Queens of the Stone Age i California Breed
  - Efstratios Griwas, grecki szachista, trener
  - Grzegorz Nowak, polski fotograf, scenograf, producent teatralny
  - Ángel Víctor Torres, hiszpański polityk, prezydent Wysp Kanaryjskich
  - Leonid Wołoszyn, rosyjski lekkoatleta, trójskoczek
- 31 marca:
  - Roger Black, brytyjski lekkoatleta, średniodystansowiec
  - Tomasz Cebula, polski piłkarz
  - Katarzyna Kanclerz, polska menedżerka i producentka muzyczna
  - Gökhan Keskin, turecki piłkarz
  - Cezary Kwieciński, polski aktor
  - Joakim Nilsson, szwedzki piłkarz
  - Tommy Werner, szwedzki pływak
- 1 kwietnia:
  - Daiva Jodeikaitė, litewska koszykarka
  - Konrad T. Lewandowski, polski pisarz science fiction i fantasy, dziennikarz, publicysta
  - Mehmet Özdilek, turecki piłkarz, trener
- 2 kwietnia:
  - Andrej Kawalou, białoruski hokeista, trener
  - Teddy Sheringham, angielski piłkarz
- 3 kwietnia:
  - Aleksiej Barsow, uzbecki szachista
  - Rémi Garde, francuski piłkarz, trener
  - José Luis Salgado, meksykański piłkarz
- 4 kwietnia:
  - Christian Auer, austriacki skeletonista
  - Shelton Jones, amerykański koszykarz
  - Ann-Kathrin Kramer, niemiecka aktorka, pisarka
  - Nancy McKeon, amerykańska aktorka
  - Jolanta Wieprzkowicz, polska lekkoatletka, biegaczka średniodystansowa
- 5 kwietnia:
  - Mike McCready, amerykański gitarzysta, członek zespołu Pearl Jam
  - Ruth Vang, farerska polityk
- 6 kwietnia – Renata Skrzypczyńska, polska tenisistka
- 7 kwietnia:
  - Alessandro Bianchi, włoski piłkarz
  - Lucie Bílá, czeska piosenkarka, aktorka
  - Jackson Costa, brazylijski aktor
  - Zwiad Endeladze, gruziński piłkarz
  - Michela Figini, szwajcarska narciarka alpejska
  - Miszo Juzmeski, macedoński pisarz, publicysta, fotograf
  - Benon Maliszewski, polski śpiewak operowy (baryton)
  - Katarzyna Szeloch, polska historyk literatury, filolog, dziennikarka, publicystka, poetka, pisarka
  - Mikołaj Trzaska, polski muzyk, członek zespołów: Miłość, Łoskot, The Users i NRD
  - Margherita Zalaffi, francuska florecistka, szpadzistka
- 8 kwietnia:
  - Iveta Bartošová, czeska piosenkarka, aktorka (zm. 2014)
  - Mark Blundell, brytyjski kierowca wyścigowy
  - Ołeksandr Jarmoła, ukraiński muzyk, wokalista, autor tekstów, założyciel i lider zespołu Haydamaky
  - Barbara Kotowska, polska pięcioboistka nowoczesna
  - Melchor Mauri, hiszpański kolarz szosowy i torowy
  - Mazinho, brazylijski piłkarz, trener
  - Harri Rovanperä, fiński kierowca rajdowy
  - Ewripidis Stilianidis, grecki prawnik, polityk
  - Robin Wright, amerykańska aktorka, producentka filmowa i telewizyjna
- 9 kwietnia:
  - Thomas Doll, niemiecki piłkarz, trener
  - Cynthia Nixon, amerykańska aktorka
  - Bo Kimble, amerykański koszykarz
- 10 kwietnia:
  - Pavel Filip, mołdawski polityk, premier Mołdawii
  - Wojciech Sieniawski, polski aktor dziecięcy, radca prawny
  - Artur Żmijewski, polski aktor
- 11 kwietnia:
  - Steve Bullock, amerykański prawnik, polityk, gubernator stanu Montana
  - Iwajło Jordanow, bułgarski zapaśnik
  - Radim Nyč, czeski biegacz narciarski
  - Lisa Stansfield, brytyjska piosenkarka
  - Peter Stöger, austriacki piłkarz, trener
- 12 kwietnia:
  - Anna Gliszczyńska-Świgło, polska towaroznawczyni, profesor nauk rolniczych
  - Konrad Pokora, polski samorządowiec, prezydent Zduńskiej Woli
  - Kevin Robinzine, amerykański lekkoatleta, sprinter
  - Adriana Samuel, brazylijska siatkarka plażowa
  - Janusz Syposz, polski hokeista
  - Maciej Ślesicki, polski scenarzysta, reżyser, wykładowca Warszawskiej Szkoły Filmowej
- 13 kwietnia:
  - Ivo Basay, chilijski piłkarz, trener pochodzenia chorwackiego
  - Ali Boumnijel, tunezyjski piłkarz, bramkarz
  - Marcin Kozłowski, polski poeta
  - Mando, grecka piosenkarka
  - Klaus Kynde Nielsen, duński kolarz szosowy i torowy
  - Rodney Smith, amerykański zapaśnik
- 14 kwietnia:
  - André Boisclair, kanadyjski polityk
  - Jan Boklöv, szwedzki skoczek narciarski
  - Arkadiusz Czartoryski, polski samorządowiec, polityk, poseł na Sejm RP
  - Wacław Klukowski, polski polityk, poseł na Sejm RP i eurodeputowany
  - Greg Maddux, amerykański baseballista
- 15 kwietnia:
  - Chai Ling, chińska dysydentka
  - Cressida Cowell, brytyjska autorka literatury dziecięcej i młodzieżowej
  - Samantha Fox, brytyjska piosenkarka, modelka, aktorka
  - Andriej Olchowski, rosyjski tenisista
- 16 kwietnia:
  - Carlos Bustos, meksykański piłkarz, trener
  - Paul Dolan, kanadyjski piłkarz, bramkarz
  - John Doyle, amerykański piłkarz
  - Lucyna Gruszczyńska, polska lekkoatletka, kulomiotka
  - Jarosław Krysiewicz, polski koszykarz, trener
  - Seeiso, sotyjski książę, polityk, dyplomata
  - Sture Sivertsen, norweski biegacz narciarski
  - Kai Wiesinger, niemiecki aktor
- 17 kwietnia:
  - Włodzimierz (Agibałow), rosyjski biskup prawosławny
  - Rafael Torres, dominikański bokser
  - Vikram, indyjski aktor
- 18 kwietnia:
  - Trine Hattestad, norweska lekkoatletka, oszczepniczka
  - Walerij Kamienski, rosyjski hokeista
  - Adrian Stankowski, polski dziennikarz
  - Grzegorz Wieczerzak, polski przedsiębiorca
- 19 kwietnia:
  - Véronique Gens, francuska śpiewaczka operowa (sopran)
  - David La Haye, kanadyjsko-francuski aktor
  - John Myles-Mills, ghański lekkoatleta, sprinter
- 20 kwietnia:
  - Kamel Hammiche, algierski i francuski zapaśnik
  - Tomasz Różycki, polski muzyk, wokalista, członek zespołów: Collage i Believe
- 21 kwietnia:
  - James Checchio, amerykański duchowny katolicki, biskup Metuchen
  - Michael Franti, amerykański raper, piosenkarz, muzyk
  - Michelle Gomez, brytyjska aktorka
  - Andrzej Korycki, polski wokalista szantowy, gitarzysta, kompozytor
- 22 kwietnia:
  - Martina Adamcová, czeska aktorka, prezenterka telewizyjna
  - Agnieszka Dymecka, polska prezenterka telewizyjna (zm. 2018)
  - Janusz Michallik, amerykański piłkarz pochodzenia polskiego
  - Yukihiro Mitani, japoński łyżwiarz szybki
  - Jeffrey Dean Morgan, amerykański aktor
  - Jörgen Persson, szwedzki tenisista stołowy
  - Charles Shackleford, amerykański koszykarz (zm. 2017)
  - Valeriu Tița, rumuński piłkarz, trener
  - Éric Winogradsky, francuski tenisista, trener pochodzenia polskiego
- 23 kwietnia:
  - Franco Foda, niemiecki piłkarz, trener
  - Néstor Subiat, szwajcarski piłkarz pochodzenia argentyńskiego
- 24 kwietnia:
  - Alessandro Costacurta, włoski piłkarz
  - Mieczysław Golba, polski przedsiębiorca, działacz piłkarski, polityk, poseł na Sejm RP
  - Pascale Paradis-Mangon, francuska tenisistka
  - Andreas Schönbächler, szwajcarski narciarz dowolny
  - Wendy Vereen, amerykańska lekkoatletka, sprinterka
- 25 kwietnia:
  - Choi Young-il, południowokoreański piłkarz, trener
  - Francis Fulton-Smith, brytyjsko-niemiecki aktor
  - Femke Halsema, holenderska polityk, burmistrz Amsterdamu
  - Mirosław Milewski, polski polityk, samorządowiec, prezydent Płocka
  - Anna Radwan, polska aktorka
  - Rubén Sosa, urugwajski piłkarz
  - Władimir Tatarczuk, rosyjski piłkarz, trener
  - Eliane Tillieux, belgijska polityk, przewodnicząca Izby Reprezentantów
- 26 kwietnia:
  - Rena Graf, niemiecka szachistka pochodzenia uzbeckiego
  - Andrea Temesvári, węgierska tenisistka
- 27 kwietnia:
  - Paweł Machcewicz, polski historyk i nauczyciel akademicki
  - Wjaczesław Ołejnyk, ukraiński zapaśnik
  - Agnès Philippe, francuska judoczka
  - Matt Reeves, amerykański reżyser filmowy
  - Tray Deee, amerykański raper
  - Jan Miłosz Zarzycki, polski dyrygent
- 28 kwietnia:
  - Jean-Luc Crétier, francuski narciarz alpejski
  - Mustafa Madbuli, egipski polityk, premier Egiptu
  - Too Short, amerykański raper
- 29 kwietnia:
  - Irina Gierlic, kazachska koszykarka
  - Greg Christian, amerykański basista, kompozytor, członek zespołu Testament
  - Beata Olga Kowalska, polska aktorka, choreograf
  - Ramón Medina Bello, argentyński piłkarz
  - Artur Siedlarek, polski polityk, poseł na Sejm RP
  - Vincent Ventresca, amerykański aktor
- 30 kwietnia:
  - Roman Hagara, austriacki żeglarz sportowy
  - Stine Lise Hattestad, norweska narciarka dowolna
  - Elisabeth Micheler-Jones, niemiecka kajakarka górska
- 1 maja:
  - Henryk Baranowski, polski inżynier, urzędnik państwowy
  - Abdelhakim Belhadż, libijski dowódca wojskowy
  - Anne Fletcher, amerykańska reżyserka filmowa, choreografka
  - Zbigniew Piątek, polski kolarz szosowy, samorządowiec, wójt gminy Piekoszów
  - Olaf Thon, niemiecki piłkarz, trener
- 2 maja:
  - Mariusz Grabowski, polski polityk, poseł na Sejm RP
  - Aurelio Tommasetti, włoski ekonomista, nauczyciel akademicki, polityk
- 3 maja:
  - Wojciech Choroba, były polski piłkarz
  - Katrin Göring-Eckardt, niemiecka polityk
  - Volker Mai, niemiecki lekkoatleta, trójskoczek
- 4 maja:
  - Emmanuel Bricard, francuski szachista
  - Piotr Tyma, polski historyk, dziennikarz, publicysta pochodzenia ukraińskiego, prezes Związku Ukraińców w Polsce
- 5 maja:
  - Shawn Drover, kanadyjski perkusista, członek zespołów: Eidolon(inne języki) i Megadeth
  - Alessandra Giungi, włoska judoczka
  - Salvador Illa, hiszpański i kataloński polityk
  - Lubow Jegorowa, rosyjska biegaczka narciarska
  - Witold Kołodziejski, polski dziennikarz, samorządowiec, urzędnik państwowy, przewodniczący KRRiT
  - Eric Sato, amerykański siatkarz
  - Sergej Staniszew, bułgarski polityk, premier Bułgarii
- 6 maja – Aleksandr Skworcow, rosyjski pilot wojskowy, kosmonauta
- 7 maja:
  - Jolanta Cywińska, polska pisarka, dziennikarka, terapeutka
  - Jes Høgh, duński piłkarz
  - Lorenzo Quinn, włoski rzeźbiarz, aktor pochodzenia amerykańskiego
  - Rob Reekers, holenderski piłkarz
  - Sławomir Sajkowski, polski artysta fotograf, fotoreporter
  - Andrea Tafi, włoski kolarz szosowy
- 8 maja:
  - Bruno Gudelj, chorwacki piłkarz ręczny
  - Dorota Idzi, polska pięcioboistka nowoczesna
  - Krzysztof Izdebski-Cruz, polski malarz
  - Rocko Schamoni, niemiecki aktor, komik, muzyk, pisarz
  - Petar Segrt, niemiecki piłkarz, trener pochodzenia chorwackiego
  - Massimiliano Smeriglio, włoski samorządowiec, polityk, eurodeputowany
  - Cláudio Taffarel, brazylijski piłkarz, bramkarz
- 9 maja:
  - Marek Cichocki, polski filozof, politolog
  - Valérie Deloge, francuska polityk, rolniczka i działaczka samorządowa
  - Marco Pascolo, szwajcarski piłkarz, bramkarz
  - Jacek Szewczyk, polski gitarzysta, członek zespołu Papa D
  - Derrick Anderson, guamski judoka
- 10 maja:
  - Jason Brooks, amerykański aktor, producent filmowy
  - Imelda Chiappa, włoska kolarka szosowa
  - Jonathan Edwards, brytyjski lekkoatleta, trójskoczek
  - Anne Elvebakk, norweska biathlonistka
- 11 maja:
  - Dorota Dankiewicz, polska lekkoatletka, biegaczka długodystansowa
  - Andrzej Kubacki, polski trener siatkówki
  - Estelle Lefébure, francuska aktorka, modelka
  - Christoph Schneider, niemiecki perkusista, członek zespołu Rammstein
- 12 maja:
  - Stephen Baldwin, amerykański aktor
  - Dez Fafara, amerykański wokalista, członek zespołu DevilDriver
  - Anne Ottenbrite, kanadyjska pływaczka
- 13 maja:
  - Alison Goldfrapp, brytyjska piosenkarka
  - Karol Karski, polski prawnik, polityk, poseł na Sejm RP i eurodeputowany
- 14 maja:
  - Mike Inez, amerykański basista, kompozytor pochodzenia filipińskiego, członek zespołu Alice in Chains
  - Pooh Richardson, amerykański koszykarz
- 15 maja:
  - Ołeh Łutkow, ukraiński piłkarz, bramkarz, trener
  - Jiří Němec, czeski piłkarz
  - Greg Wise, brytyjski aktor
- 16 maja:
  - Andy Bernal, australijski piłkarz pochodzenia hiszpańskiego
  - Janet Jackson, amerykańska piosenkarka, kompozytorka, autorka tekstów, producentka muzyczna, aktorka
  - Scott Reeves, amerykański aktor
  - Zofia Wolan, polska lekkoatletka, chodziarka
- 17 maja:
  - Magnus Andersson, szwedzki piłkarz ręczny, trener
  - Hill Harper, amerykański aktor
  - Mark Kratzmann, australijski tenisista
  - Henrik Larsen, duński piłkarz, trener
  - Danny Manning, amerykański koszykarz, trener
  - Gilles Quénéhervé, francuski lekkoatleta, sprinter
- 18 maja:
  - Renata Pytelewska Nielsen, polsko-duńska lekkoatletka, skoczkini w dal, trójskoczkini i sprinterka
  - Bent Skammelsrud, norweski piłkarz
- 19 maja:
  - Brett Hollister, nowozelandzki wioślarz (sternik)
  - Jodi Picoult, amerykańska pisarka pochodzenia żydowskiego
  - Polly Walker, brytyjska aktorka
- 20 maja:
  - Ahmet Ak, turecki zapaśnik
  - Peter Artner, austriacki piłkarz
  - Ričardas Degutis, litewski dyplomata
  - Gina Ravera, amerykańska aktorka
- 21 maja:
  - Lisa Edelstein, amerykańska aktorka, dramatopisarka
  - Brando Giorgi, włoski aktor, model
  - Iwona Kowalewska, polska pięcioboistka nowoczesna
  - Tatjana Ledowska, białoruska lekkoatletka, płotkarka i sprinterka
  - Andrzej Lesiak, polski piłkarz, trener
  - Sergio Mayer, meksykański aktor, tancerz, piosenkarz, producent telewizyjny
  - Lori-Ann Muenzer, kanadyjska kolarka torowa
  - François Omam-Biyik, kameruński piłkarz
  - Wiesław Raboszuk, polski samorządowiec, wicemarszałek województwa mazowieckiego
- 22 maja:
  - Robert Dudzik, polski aktor
  - Kenny Hickey, amerykański gitarzysta, wokalista, członek zespołów: Type O Negative i Seventh Void
- 23 maja:
  - Jean-Michel Aeby, szwajcarski piłkarz
  - Árni Páll Árnason, islandzki polityk
  - H. Jon Benjamin, amerykański aktor
  - Małgorzata Okońska-Zaremba, polska prawnik, polityk, poseł na Sejm RP
  - Marek Wikiński, polski ekonomista, polityk, poseł na Sejm RP
- 24 maja:
  - Manfred Bender, niemiecki piłkarz, trener
  - Éric Cantona, francuski piłkarz
  - Francisco Javier Cruz, meksykański piłkarz
  - Piotr Łopuszański, polski pisarz, dziennikarz
  - Aleksandra Spanowicz, polska malarka, ilustratorka
- 25 maja:
  - Ahmad Reza Abedzadeh, irański piłkarz, bramkarz
  - Gerardo Díaz Vázquez, meksykański duchowny katolicki, biskup Tacámbaro
  - Nir Klinger, izraelski piłkarz, trener
  - Laurencja, księżna holenderska
  - Władimir Niewostrujew, rosyjski szachista
  - Tatjana Patitz, niemiecka modelka, aktorka (zm. 2023)
  - Andy Smith, brytyjski żużlowiec
- 26 maja:
  - Helena Bonham Carter, brytyjska aktorka
  - Mattias Hubrich, nowozelandzki narciarz alpejski
  - Ewa Stachowska, polska biochemik, profesor
  - Artur Żmijewski, polski reżyser, fotograf, artysta
- 27 maja:
  - Adam Bajerski, polski operator filmowy
  - Ludwik Czapka, polski hokeista
  - Jeremias Antônio de Jesus, portugalski duchowny katolicki, biskup Guanhães
  - Sean Kinney, amerykański perkusista, kompozytor, członek zespołu Alice in Chains
- 28 maja:
  - Miljenko Jergović, bośniacki pisarz, publicysta
  - Giulia Melucci, amerykańska pisarka
  - Iwan Szapowałow, rosyjski producent muzyczny
  - Sibylle Tafel, niemiecka reżyserka i scenarzystka filmowa
  - Jessica Tan, singapurska polityczka
- 29 maja:
  - Igor Chalupec, polski finansista, przedsiębiorca
  - Antonio Fanelli, włoski kolarz szosowy i torowy
  - Henrik Sass Larsen, duński polityk
  - Tomasz Skory, polski dziennikarz
- 30 maja:
  - Thomas Häßler, niemiecki piłkarz
  - Kajetana Snopek, polska elektronik
  - Adam Zdunikowski, polski śpiewak operowy (tenor)
- 31 maja:
  - Sally Hodge, brytyjska kolarka szosowa i torowa
  - Thomas Kastenmaier, niemiecki piłkarz, trener
  - Jessica Monroe, kanadyjska wioślarka
- 1 czerwca:
  - Abel Balbo, argentyński piłkarz
  - Mauricio Soria, boliwijski piłkarz, bramkarz, trener
  - Janusz Urbanowicz, polski rugbysta, trener
  - Heike Warnicke, niemiecka łyżwiarka szybka
  - Tadeusz Zieliński, polski prawnik, polityk, poseł na Sejm RP
- 2 czerwca:
  - Marek Gajczak, polski operator, montażysta, scenarzysta i reżyser filmowy
  - Waldemar Kawka, polski trener siatkarski
  - Catherine King, australijska polityk
  - Petra van Kleef, holenderska pływaczka
- 3 czerwca:
  - László Andor, węgierski ekonomista, polityk, eurokomisarz
  - José Luis González China, meksykański piłkarz, trener
  - Tomasz Mruczkowski, polski wioślarz
  - Małgorzata Olejnik, polska sportsmenka paraolimpijska, polityk, poseł na Sejm RP
  - Rafał Sonik, polski przedsiębiorca, rajdowiec
- 4 czerwca:
  - Flutura Açka, albańska poetka, pisarka, dziennikarka
  - Cecilia Bartoli, włoska śpiewaczka operowa (mezzosopran koloraturowy)
  - Annett Hesselbarth, niemiecka lekkoatletka, sprinterka
  - Władimir Wojewodski, rosyjski matematyk (zm. 2017)
- 5 czerwca:
  - Paweł Jurek, polski dramaturg, scenarzysta telewizyjny
  - Aristidis Rumbenian, radziecki i grecki zapaśnik
- 6 czerwca:
  - Agata Bielik-Robson, polska filozof i publicystka
  - Angela Cavagna, włoska piosenkarka, aktorka, modelka, prezenterka telewizyjna
  - Faure Gnassingbé, togijski polityk, prezydent Togo
  - Adriana Kohútková, słowacka śpiewaczka operowa (sopran)
  - Maselino Masoe, samoański bokser
  - Anthony Yeboah, ghański piłkarz
  - Sean Yseult, amerykańska basistka rockowa
- 7 czerwca:
  - Felix Gmür, szwajcarski duchowny katolicki, biskup Bazylei
  - Złatko Jankow, bułgarski piłkarz, działacz piłkarski
  - Paul Koch, luksemburski piłkarz, bramkarz
  - Tom McCarthy, amerykański aktor, reżyser i scenarzysta filmowy
- 8 czerwca:
  - Jens Bojsen-Møller, duński żeglarz sportowy
  - Stephen Collins, angielski żużlowiec
  - Ilona Dopierała, polska lekkoatletka, skoczkini w dal
  - Jens Kidman, szwedzki wokalista, kompozytor, autor tekstów, instrumentalista, członek zespołu Meshuggah
  - Julianna Margulies, amerykańska aktorka
  - Trine Qvist, duńska curlerka
- 9 czerwca:
  - Bogusław Kośmider, polski duchowny katolicki
  - Ihor Płotko, ukraiński piłkarz
- 10 czerwca:
  - Tosca D’Aquino, włoska aktorka
  - David Platt, angielski piłkarz, trener
  - Nico Thomas, indonezyjski bokser
- 11 czerwca:
  - Tiffany Cohen, amerykańska pływaczka
  - Dariusz Niebudek, polski aktor
- 12 czerwca
  - Jacek Bodyk, polski kolarz szosowy
  - Giuseppe Russo, włoski duchowny katolicki
- 13 czerwca:
  - Naoki Hattori, japoński kierowca wyścigowy
  - Nebojša Medojević, czarnogórski polityk
  - Tibor Navracsics, węgierski prawnik, politolog, wykładowca akademicki, polityk
  - Grigorij Perelman, rosyjski matematyk
- 14 czerwca:
  - Rikard Bergh, szwedzki tenisista
  - Matt Freeman, amerykański basista, członek zespołów: Operation Ivy, Rancid i Devil’s Brigade(inne języki)
  - Traylor Howard, amerykańska aktorka
  - Stefan Huber, szwajcarski piłkarz, bramkarz
- 15 czerwca:
  - Alain Gouaméné, iworyjski piłkarz, bramkarz
  - Waldina Paz, honduraska dziennikarka, polityk
  - Daniel Pinchbeck, amerykański pisarz, publicysta
  - Renata Putzlacher-Buchtová, polska poetka, pisarka, tłumaczka, publicystka
  - Raimonds Vējonis, łotewski polityk, prezydent Łotwy
- 16 czerwca:
  - Randy Barnes, amerykański lekkoatleta, kulomiot
  - Julija Łatynina, rosyjska dziennikarka, pisarka
  - Jolanta Łukaszewicz, polska kajakarka
  - Adrienne Shelly, amerykańska aktorka, reżyserka filmowa (zm. 2006)
  - Jan Železný, czeski lekkoatleta, oszczepnik, trener
- 17 czerwca:
  - Zakaria Alaoui, marokański piłkarz, bramkarz
  - Sandagdordżijn Erdenbat, mongolski trener piłkarski
  - Jason Patric, amerykański aktor, producent filmowy
- 18 czerwca:
  - Miguel Davis, kostarykański piłkarz
  - Catherine Fleury-Vachon, francuska judoczka
  - Luke Jensen, amerykański tenisista
  - Aleksander Klepacz, polski wokalista, członek zespołu Formacja Nieżywych Schabuff
  - Sharon Rendle, brytyjska judoczka
- 19 czerwca:
  - Aranka Binder, serbska strzelczyni sportowa
  - Jōichi Itō, japoński przedsiębiorca
  - Linda Rocco, amerykańska piosenkarka
- 20 czerwca:
  - Sławomir Cynk, polski matematyk
  - Roman Czejarek, polski dziennikarz, prezenter radiowy i telewizyjny, publicysta, konferansjer
  - Marian Lupu, mołdawski polityk, p.o. prezydent Mołdawii
  - Przemysław Młyńczyk, polski reżyser i scenarzysta filmowy
- 21 czerwca:
  - Kim Choon-rye, południowokoreańska piłkarka ręczna
  - Mikołaj Grynberg, polski artysta fotograf, pisarz, reporter
  - Ivan Tasovac, serbski pianista, polityk, minister kultury i informacji (zm. 2021)
  - Pierre Thorsson, szwedzki piłkarz ręczny, trener
- 22 czerwca:
  - Mark Dacey, kanadyjski curler
  - Carlos Gallardo, meksykański aktor, reżyser, scenarzysta i producent filmowy
  - Thomas Janeschitz, austriacki piłkarz, trener
  - Goran Kasum, serbski zapaśnik
  - Marta Kierska-Witczak, polska dyrygentka, chórmistrzyni
  - Joanna Kołaczkowska, polska artystka kabaretowa (zm. 2025)
  - Eve Mavrakis, francuska scenografka filmowa pochodzenia grecko-żydowskiego
  - Santos Montoya Torres, hiszpański duchowny katolicki, biskup pomocniczy Madrytu
  - Schoolly D, amerykański raper
  - Emmanuelle Seigner, francuska modelka, aktorka, wokalistka
  - Kazimiera Szczuka, polska historyk literatury, krytyk literacki, dziennikarka telewizyjna, feministka
- 23 czerwca:
  - Oliver-Sven Buder, niemiecki lekkoatleta, kulomiot
  - Chantal Daucourt, szwajcarska kolarka górska i przełajowa
  - Wojciech Słupiński, polski aktor
- 24 czerwca:
  - Éric Assadourian, ormiański piłkarz
  - Jacek Pałucha, polski malarz, aktor, scenograf, wokalista i autor tekstów
  - Hope Sandoval, amerykańska wokalistka, autorka tekstów
  - Bernhard Winkler, niemiecki piłkarz, trener
- 25 czerwca:
  - Onufry (Chawruk), ukraiński biskup prawosławny
  - Michel Daignault, kanadyjski łyżwiarz szybki, specjalista short tracku
  - Dikembe Mutombo, kongijski koszykarz (zm. 2024)
- 26 czerwca:
  - Dany Boon, francuski komik, aktor, reżyser, scenarzysta i producent filmowy
  - Thomas Loibl, niemiecki aktor
  - Tom Henning Øvrebø, norweski psycholog, sędzia piłkarski
  - Anna Sikora, polska działaczka samorządowa, polityk, poseł na Sejm RP
  - Mathias Womacka, niemiecki szachista
- 27 czerwca:
  - J.J. Abrams, amerykański aktor, kompozytor, reżyser, scenarzysta i producent filmowy i telewizyjny
  - Agnieszka Bartoszewicz, polska historyk, wykładowczyni akademicka
  - Aigars Kalvītis, łotewski polityk, premier Łotwy
  - Ko Jeong-woon, południowokoreański piłkarz
  - Mercedes Paz, argentyńska tenisistka
- 28 czerwca:
  - John Cusack, amerykański aktor, scenarzysta i producent filmowy
  - Åsa Larsson, szwedzka pisarka
  - Katarzyna Pietrzyk, polska dziennikarka, polityk, poseł na Sejm RP
  - Mary Stuart Masterson, amerykańska aktorka
- 29 czerwca:
  - Ünal Karaman, turecki piłkarz, trener
  - Piotr Krasny, polski historyk sztuki
  - Michael Olson, amerykański duchowny katolicki, biskup Fort Worth
- 30 czerwca:
  - Andriej Abduwalijew, tadżycki lekkoatleta, młociarz
  - Cheryl Bernard, kanadyjska curlerka
  - Marton Csokas, nowozelandzki aktor pochodzenia węgierskiego
  - Wayne McCarney, australijski kolarz torowy i szosowy
  - Peter Outerbridge, kanadyjski aktor pochodzenia szwedzko-bermudzkiego
  - Małgorzata Piechowicz-Skotowska, polska lekkoatletka, sprinterka
  - Mike Tyson, amerykański bokser
- 1 lipca:
  - Ola Andersson, szwedzki piłkarz
  - Stéphan Caron, francuski pływak
  - Zita Funkenhauser, niemiecka florecistka
  - Ewa Marcinkowska, polska lekkoatletka, sprinterka
  - Patrick McEnroe, amerykański tenisista
- 2 lipca:
  - Jacenty Dędek, polski fotografik, fotoreporter prasowy
  - Sylvia Bonitz, niemiecka polityk
- 3 lipca:
  - Rod Coronado, amerykański ekoanarchista, działacz na rzecz praw zwierząt
  - Daniel Plaza, hiszpański lekkoatleta, chodziarz
  - Helmut Pramstaller, austriacki snowboardzista
- 4 lipca:
  - Alessio Boni, włoski aktor
  - Minas Chadzidis, grecki piłkarz
  - Małgorzata Jędrzejczak, polska piłkarka ręczna, trenerka
  - Marnie McPhail, kanadyjsko-amerykańska aktorka
  - John Scales, angielski piłkarz
- 5 lipca:
  - Richard Brabec, czeski menedżer, samorządowiec, polityk
  - Iwona Kielan, polska lekkoatletka, skoczkini wzwyż
  - Jerzy Tutaj, polski samorządowiec, członek zarządu województwa dolnośląskiego
  - Claudia Wells, amerykańska aktorka
  - Gianfranco Zola, włoski piłkarz
- 6 lipca:
  - Jarosław Janicki, polski lekkoatleta, ultramaratończyk
  - Andrzej Kozakiewicz, polski gitarzysta, członek zespołów: Pidżama Porno i Strachy na Lachy
  - Cezary Łazarewicz, polski dziennikarz, publicysta
  - Jiří Macháček, czeski aktor, scenarzysta filmowy, wokalista, autor tekstów, członek zespołu Mig 21
- 7 lipca:
  - Piotr Butkiewicz, polski rzeźbiarz, malarz
  - Henk Fraser, holenderski piłkarz, trener pochodzenia surinamskiego
- 8 lipca:
  - Leszek Bebło, polski lekkoatleta, maratończyk
  - Marek Horczyczak, polski prezenter telewizyjny
- 9 lipca:
  - Pamela Adlon, amerykańska aktorka
  - Erwin Contreras, belizeński piłkarz, polityk
  - Pauline Davis-Thompson, bahamska lekkoatletka, sprinterka
  - Eric Melvin, amerykański gitarzysta, członek zespołu NOFX
  - Amélie Nothomb, belgijska pisarka
  - Jon Schmidt, amerykański pianista, kompozytor
  - Zoran Terzić, serbski siatkarz, trener
- 10 lipca – Jens Glücklich, niemiecki kolarz torowy
- 11 lipca:
  - Debbe Dunning, amerykańska aktorka
  - Greg Grunberg, amerykański aktor pochodzenia żydowskiego
  - Johnny Hansen, duński piłkarz
  - Włodzimierz Kula, polski polityk, poseł na Sejm RP
  - Cheb Mami, algierski piosenkarz
  - Kentarō Miura, japoński autor komiksów (zm. 2021)
  - Rod Strickland, amerykański koszykarz, trener
- 12 lipca:
  - Annabel Croft, brytyjska tenisistka, prezenterka telewizyjna
  - Hieronim (Czernyszow), rosyjski biskup prawosławny
  - Şahin Diniyev, azerski piłkarz, trener
  - Samuel Ekeme, kameruński piłkarz
  - Roman Fleszar, polski malarz, pedagog
  - Michał Maciejewski, polski aktor
  - Christophe Manin, francuski kolarz szosowy
  - Sabine Moussier, niemiecko-meksykańska aktorka
  - Ana Torrent, hiszpańska aktorka
- 13 lipca:
  - Sylwester Latkowski, polski dziennikarz, reżyser filmów dokumentalnych i teledysków
  - Edyta Sobieraj, polska malarka
- 14 lipca:
  - Julija Antipowa, rosyjska saneczkarka
  - Günter Bittengel, czeski piłkarz, trener pochodzenia niemieckiego
  - Owen Coyle, szkocki piłkarz, trener
  - Essam El Gindy, egipski szachista, trener
  - Heine Fernandez, duński piłkarz pochodzenia hiszpańskiego
  - Matthew Fox, amerykański aktor, model
  - Fabiano Vandone, włoski kierowca wyścigowy
- 15 lipca:
  - Jason Bonham, brytyjski perkusista, członek zespołów: Bonham(inne języki), Healing Sixes, UFO, Foreigner, Damnocracy(inne języki), Black Country Communion i California Breed
  - Irène Jacob, francuska aktorka
  - Daniel Lipinski, amerykański polityk, kongresmen pochodzenia polskiego
  - Petyr Michtarski, bułgarski piłkarz, trener
  - Leszek Miklas, polski działacz piłkarski
- 16 lipca:
  - Scott Derrickson, amerykański reżyser, scenarzysta i producent filmowy
  - Ana Redondo, hiszpańska polityk
  - Michaił Tatarinow, rosyjski hokeista
- 17 lipca:
  - Hipacy (Gołubiew), rosyjski biskup prawosławny
  - Kiattipong Radchatagriengkai, tajski trener siatkarski
  - Sten Tolgfors, szwedzki polityk
  - Marco Vaccari, włoski lekkoatleta, sprinter
- 18 lipca:
  - Lori Alan, amerykańska aktorka
  - Kathrin Neimke, niemiecka lekkoatletka, kulomiotka
  - Dan O’Brien, amerykański lekkoatleta, wieloboista
  - Mirosław Wróbel, polski duchowny katolicki, teolog, biblista, tłumacz
- 19 lipca:
  - Blue Demon Jr., meksykański luchador
  - Roberto Gualtieri, włoski historyk, nauczyciel akademicki, polityk, eurodeputowany, minister gospodarki i finansów
  - Grzegorz Klein, polski aktor
  - Piotr Socha, polski dziennikarz, publicysta
- 20 lipca:
  - Bill Davey, amerykański kulturysta
  - Stone Gossard, amerykański muzyk rockowy, gitarzysta, kompozytor, członek zespołu Pearl Jam
  - Enrique Peña Nieto, meksykański polityk, prezydent Meksyku
- 21 lipca:
  - Arija Bareikis, amerykańska aktorka pochodzenia litewskiego
  - Łarysa Sawczenko-Neiland, łotewska tenisistka
- 22 lipca:
  - Javier García, hiszpański lekkoatleta, tyczkarz
  - Sonja Gaudet, kanadyjska curlerka
  - Małgorzata Gosiewska, polska polityk, poseł na Sejm RP
  - Maria Newton, brytyjska lekkoatletka, tyczkarka
  - Harald Vilimsky, austriacki polityk
- 23 lipca:
  - Lorenz Schindelholz, szwajcarski bobsleista
  - Micheal Williams, amerykański koszykarz
  - Dżawad Zarinczeh, irański piłkarz
- 24 lipca:
  - Hilarion (Alfiejew), rosyjski biskup prawosławny
  - Giovanna Bonazzi, włoska kolarka górska
  - Igor Gočanin, jugosłowiański piłkarz wodny
  - Aminatou Haidar, saharyjska działaczka społeczna i polityczna, działaczka niepodległościowa
  - Martin Keown, angielski piłkarz
  - Robert Rudiak, polski poeta, prozaik, publicysta, krytyk literacki
  - Anna Sińczuk, polska lekkoatletka, biegaczka
- 25 lipca:
  - Raimonds Bergmanis, łotewski sztangista, strongman
  - Darren Jackson, szkocki piłkarz
  - Ashraf Kasem, egipski piłkarz
  - Ricardo López, meksykański bokser
  - Joanna Nowicka, polska łuczniczka
- 26 lipca:
  - Benedicta Boccoli, włoska aktorka
  - Anna Rita Del Piano, włoska aktorka
  - Angelo Di Livio, włoski piłkarz
  - Nicola Payne, nowozelandzka wioślarka
  - Pambos Pitas, cypryjski piłkarz
- 27 lipca:
  - Bruno Carabetta, francuski judoka
  - Tamás Deutch, węgierski prawnik, polityk
  - Lucyna Malec, polska aktorka, piosenkarka
  - Stanisław Tarasienko, rosyjski lekkoatleta, skoczek w dal
- 28 lipca:
  - Grzegorz Filipowski, polski łyżwiarz figurowy, trener
  - Mette Gjerskov, duńska polityk (zm. 2023)
  - Andy Legg, walijski piłkarz, trener
  - Miguel Ángel Nadal, hiszpański piłkarz
  - Udo Riglewski, niemiecki tenisista
  - Roger Strøm, norweski łyżwiarz szybki
- 29 lipca:
  - Debbie Black, amerykańska koszykarka, trenerka
  - Sally Gunnell, brytyjska lekkoatletka, płotkarka
  - Martina McBride, amerykańska piosenkarka country
  - Suzie McConnell-Serio, amerykańska koszykarka, trenerka
  - Juan Antonio Orenga, hiszpański koszykarz
- 30 lipca:
  - Murilo Bustamante, brazylijski zawodnik sportów walki, trener
  - Kerry Fox, nowozelandzka aktorka
  - Toney Freeman, amerykański kulturysta
- 31 lipca:
  - Dean Cain, amerykański aktor, producent, scenarzysta i reżyser telewizyjny i filmowy
  - Iwan Conow, bułgarski zapaśnik
  - Valdas Ivanauskas, litewski piłkarz, trener
  - Kevin Martin, kanadyjski curler
  - Jarosław Mianowski, polski muzykolog (zm. 2009)
- 1 sierpnia:
  - Horacio de la Peña, argentyński tenisista, trener
  - Arūnas Poniškaitis, litewski duchowny katolicki, biskup pomocniczy wileński
  - Ivan Šaško, chorwacki duchowny katolicki, biskup pomocniczy zagrzebski
- 2 sierpnia:
  - Rosalie van Breemen, holenderska modelka, dziennikarka, prezenterka telewizyjna
  - Þorvaldur Örlygsson, islandzki piłkarz, trener
  - Oswaldo Patricio Vintimilla Cabrera, ekwadorski duchowny katolicki, biskup Azogues
- 3 sierpnia:
  - Eric Esch, amerykański zawodnik sportów walki
  - Stefan Kruger, południowoafrykański tenisista
  - Marco Mellino, włoski duchowny katolicki, sekretarz Rady Kardynałów
- 4 sierpnia:
  - Luc Leblanc, francuski kolarz szosowy
  - Scott Melville, amerykański tenisista
- 5 sierpnia:
  - Håkan Algotsson, szwedzki hokeista, bramkarz, trener
  - Marek Andrysek, polski akordeonista
  - James Gunn, amerykański reżyser, scenarzysta i producent filmowy
- 6 sierpnia:
  - Michael Hilgers, niemiecki hokeista na trawie
  - Robyn Miller, amerykański projektant gier komputerowych, kompozytor
  - Jean-Christophe Savignoni, francuski kolarz górski
  - Tomasz Smolarz, polski samorządowiec, polityk, wojewoda dolnośląski, poseł na Sejm RP
  - Francisco Villarroya, hiszpański piłkarz
  - Juan Vizcaíno, hiszpański piłkarz
- 7 sierpnia:
  - Kristin Hersh, amerykańska piosenkarka, kompozytorka
  - Stefan Heße, niemiecki duchowny katolicki, arcybiskup metropolita Hamburga
  - Birte Karalus, niemiecka dziennikarka i prezenterka telewizyjna
  - Ezio Madonia, włoski lekkoatleta, sprinter
  - Ivan Tabanov, mołdawski piłkarz, trener
  - Jarosław Urbaniak, polski polityk, samorządowiec, poseł na Sejm RP, prezydent Ostrowa Wielkopolskiego
  - Jimmy Wales, amerykański przedsiębiorca, założyciel Wikipedii
- 8 sierpnia:
  - Krzysztof Kotowski, polski dziennikarz, prozaik, poeta, scenarzysta
  - Patrice Lhôtellier, francuski florecista
- 9 sierpnia:
  - Vinny Del Negro, amerykański koszykarz pochodzenia włoskiego
  - Paweł Osiewała, polski samorządowiec, prezydent Sieradza
  - Dave Pearson, brytyjski sędzia rugby
  - Linn Ullmann, norweska dziennikarka, pisarka
- 10 sierpnia:
  - Udo Bölts, niemiecki kolarz szosowy
  - Hossam Hassan, egipski piłkarz, trener
  - Ibrahim Hassan, egipski piłkarz
  - Hansi Kürsch, niemiecki basista, wokalista, członek zespołów: Blind Guardian i Demons & Wizards
- 11 sierpnia:
  - Bengt Andersson, szwedzki piłkarz, bramkarz
  - Duff Gibson, kanadyjski skeletonista
  - Nigel Martyn, angielski piłkarz, bramkarz, trener
  - Donny McCaslin, amerykański saksofonista jazzowy
  - Nikołaj Nenczew, bułgarski prawnik, polityk
  - Maria Theurl, austriacka biegaczka narciarska
  - Mark Williams, południowoafrykański piłkarz
- 12 sierpnia:
  - Tobias Ellwood, brytyjski polityk
  - Gordy Morgan, amerykański zapaśnik
- 13 sierpnia:
  - Eraldo Bispo da Silva, brazylijski duchowny katolicki, biskup Patos
  - Sean Hood, amerykański scenarzysta filmowy
  - Pascal Lino, francuski kolarz szosowy i torowy
- 14 sierpnia:
  - Halle Berry, amerykańska aktorka
  - Henri-Marie Dondra, polityk środkowoafrykański, premier Republiki Środkowoafrykańskiej
  - David Hallyday, francuski piosenkarz, kompozytor, autor tekstów
  - DJ Kayslay, amerykański didżej (zm. 2022)
  - Karl Petter Løken, norweski piłkarz
  - Paolo Tofoli, włoski siatkarz, trener
- 15 sierpnia:
  - Jewgienij Agrest, szwedzki szachista pochodzenia białoruskiego
  - Chokri El Ouaer, tunezyjski piłkarz, bramkarz
  - Beata Fudalej, polska aktorka
  - Madonna Harris, nowozelandzka kolarka szosowa i torowa
  - Paweł Piotrowski, polski muzyk, kompozytor, realizator dźwięku, członek zespołów: Dezerter i Armia
- 16 sierpnia:
  - Wiesław Burdelak, polski kolarz torowy
  - Ed Olczyk, amerykański hokeista pochodzenia polskiego
  - Jan Vondráček, czeski aktor
- 17 sierpnia:
  - Iveta Bieliková, słowacka koszykarka
  - Karsten Brannasch, niemiecki bobsleista
  - Beata Jeromkin, polska siatkarka
  - Jacek Jońca, polski dziennikarz i komentator sportowy
  - Rodney Mullen, amerykański skater
  - Jarosław Porwich, polski związkowiec, polityk, poseł na Sejm RP
  - Igor Trandienkow, rosyjski lekkoatleta, tyczkarz
  - József Zvara, węgierski piłkarz
- 18 sierpnia:
  - Alena Brawa, białoruska dziennikarka, pisarka
  - Sarita Choudhury, brytyjska aktorka pochodzenia indyjskiego
  - Cees Lok, holenderski piłkarz, trener
  - Lars Rudolph, niemiecki aktor, muzyk, kompozytor
  - Jewgienij Ziniczew, rosyjski generał armii, polityk (zm. 2021)
- 19 sierpnia:
  - Shelby Cannon, amerykański tenisista
  - Roque Costa Souza, brazylijski duchowny katolicki, biskup pomocniczy Rio de Janeiro
- 20 sierpnia:
  - Colin Cunningham, amerykański aktor
  - Dimebag Darrell, amerykański gitarzysta, członek zespołów: Pantera i Damageplan (zm. 2004)
  - Markus Gandler, austriacki biegacz narciarski
  - Paolo Genovese, włoski reżyser i scenarzysta filmowy
  - Enrico Letta, włoski polityk
  - Bernadetta Machała-Krzemińska, polska aktorka
  - Kenneth Malitoli, zambijski piłkarz
- 21 sierpnia:
  - Piotr Dzięgielewski, polski generał brygady, lekarz
  - László Szőke, węgierski bokser
- 22 sierpnia:
  - Izabela Dąbrowska, polska aktorka
  - Paul Ereng, kenijski lekkoatleta, średniodystansowiec
  - GZA, amerykański raper, członek zespołu Wu-Tang Clan
  - Rob Witschge, holenderski piłkarz
- 23 sierpnia:
  - Alberto Acosta, argentyński piłkarz
  - Charley Boorman, brytyjski aktor, autor programów telewizyjnych
  - Marco Bracci, włoski siatkarz
  - Andrea Faccini, włoski kolarz torowy
  - Rik Smits, holenderski koszykarz
- 24 sierpnia:
  - Jon Sieben, australijski pływak
  - Aurelija Stancikienė, litewska konserwatorka zabytków, polityk
- 25 sierpnia:
  - Christine Aaftink, holenderska łyżwiarka szybka
  - Agostino Abbagnale, włoski wioślarz
  - Sandra Maischberger, niemiecka dziennikarka, producentka i prezenterka telewizyjna
  - Robert Maschio, amerykański aktor
  - Alexandra Pavelková, słowacka pisarka
  - Wiktor Ryżenkow, uzbecki lekkoatleta, tyczkarz
  - Derek Sherinian, amerykański muzyk, kompozytor, producent muzyczny, członek zespołów: Kiss i Dream Theater
- 26 sierpnia:
  - Ahn Gil-kang, południowokoreański aktor
  - Jacques Brinkman, holenderski hokeista na trawie
  - Jerzy Haszczyński, polski dziennikarz, publicysta
  - Shirley Manson, szkocka wokalistka, członkini zespołu Garbage
  - Piotr Siegoczyński, polski zawodnik sportów walki
- 27 sierpnia:
  - Ewa Bukowska, polska aktorka
  - Jeroen Duyster, holenderski wioślarz, sternik
  - Juhan Parts, estoński polityk, premier Estonii
  - Leonardo Rodríguez, argentyński piłkarz
- 28 sierpnia:
  - René Higuita, kolumbijski piłkarz, bramkarz
  - Marc Laforêt, francuski pianista
  - Julen Lopetegui, hiszpański piłkarz, bramkarz, trener narodowości baskijskiej
  - Grzegorz Mostowicz-Gerszt, polski aktor
- 29 sierpnia:
  - Karine Haaland, norweska karykaturzystka, ilustratorka, animatorka
  - Kari Rissanen, fiński piłkarz
  - Thomas Wyss, szwajcarski piłkarz
  - Zdzisław Zabierzewski, polski dziennikarz, autor tekstów piosenek, tłumacz
- 30 sierpnia:
  - Willemien Aardenburg, holenderska hokeistka na trawie
  - Ajman Bin Abd ar-Rahman, algierski polityk, premier Algierii
  - Jacek Brzezinka, polski samorządowiec, polityk, poseł na Sejm RP
  - Ilona Kucińska, polska aktorka
  - Liza Lim, australijska kompozytorka
- 31 sierpnia:
  - Ljubosław Penew, bułgarski piłkarz, trener
  - Jan Einar Thorsen, norweski narciarz alpejski
  - Władimir Toguzow, radziecki i ukraiński zapaśnik pochodzenia osetyjskiego
  - Marek Wrona, polski kolarz szosowy
- 1 września:
  - Cris Campion, francuski aktor
  - Tim Hardaway, amerykański koszykarz
  - Bruno Génésio, francuski piłkarz, trener
  - Arjan Jagt, holenderski kolarz szosowy
  - Frank Klopas, amerykański piłkarz, trener pochodzenia greckiego
  - Ken Levine, amerykański projektant gier komputerowych
- 2 września:
  - Dino Cazares, amerykański muzyk, kompozytor, członek zespołów: Brujeria, Nailbomb, Asesino, Fear Factory i Divine Heresy
  - Salma Hayek, meksykańska aktorka, reżyserka i producentka filmowa
  - Olivier Panis, francuski kierowca wyścigowy
  - Aneta Pochowska, polska strzelczyni sportowa
  - Tuc Watkins, amerykański aktor
- 3 września:
  - Edgar Xavier Ertl, brazylijski duchowny katolicki, biskup Palmas-Francisco Beltrão
  - Angelo Hugues, francuski piłkarz, bramkarz
  - Amy Lindsay, amerykańska aktorka
  - Andrei Stratan, mołdawski polityk
- 4 września:
  - Marek Krajewski, polski pisarz
  - Jearl Miles-Clark, amerykańska lekkoatletka, sprinterka i biegaczka średniodystansowa
  - Gary Neiwand, australijski kolarz torowy
- 5 września:
  - Jessica Harmsen, brytyjska lekkoatletka, sprinterka
  - Piotr Jedliński, polski polityk, samorządowiec, prezydent Koszalina
  - Milinko Pantić, serbski piłkarz
  - Marek Rojszyk, polski samorządowiec, polityk, poseł na Sejm RP
  - Mariusz Szczygieł, polski dziennikarz, reportażysta, pisarz
- 6 września:
  - Emil Boc, rumuński polityk, premier Rumunii
  - Nicola Danti, włoski samorządowiec, polityk
  - Jo Stevens, brytyjska polityk
  - Małgorzata Wolska, polska lekkoatletka, kulomiotka
- 7 września:
  - Władimir Andriejew, rosyjski lekkoatleta, chodziarz (zm. 2024)
  - Nibbs Carter, brytyjski basista, członek zespołu Saxon
  - Lutz Heilmann, niemiecki polityk
  - Toby Jones, brytyjski aktor
  - Gunda Niemann-Stirnemann, niemiecka łyżwiarka szybka
- 8 września:
  - Carola Häggkvist, szwedzka piosenkarka
  - Dušan Petrović, serbski prawnik, polityk
  - Daniele Pontoni, włoski kolarz przełajowy, górski i szosowy
  - Rochelle Stevens, amerykańska lekkoatletka, sprinterka
- 9 września:
  - Lance Blanks, amerykański koszykarz (zm. 2023)
  - David Bennent, szwajcarski aktor
  - Georg Hackl, niemiecki saneczkarz
  - Adam Sandler, amerykański aktor, komik, producent filmowy pochodzenia żydowskiego
  - Alison Sydor, kanadyjska kolarka górska
- 10 września:
  - Ondrej Krištofík, słowacki piłkarz
  - Joe Nieuwendyk, kanadyjski hokeista
  - Anke von Seck, niemiecka kajakarka
- 11 września:
  - Olga Kardopolcewa, białoruska lekkoatletka, chodziarka
  - Kiko, japońska księżna
  - Rita Ottervik, norweska działaczka samorządowa, burmistrz Trondheim
  - Dainis Ozols, łotewski kolarz szosowy
  - Urszula Rusecka, polska działaczka samorządowa, polityk, poseł na Sejm RP
  - Gilson Andrade da Silva, brazylijski duchowny katolicki, biskup Nova Iguaçu
- 12 września:
  - Anousheh Ansari, amerykańska bizneswoman, turystka kosmiczna pochodzenia irańskiego
  - Ben Folds, amerykański muzyk, wokalista, członek zespołu Ben Folds Five
  - Zenun Pajaziti, kosowski polityk
  - Marek Sośnicki, polski piosenkarz, muzyk, kompozytor, aktor
- 13 września:
  - Azzedine Brahmi, algierski lekkoatleta, średnio- i długodystansowiec
  - Maria Furtwängler, niemiecka lekarka oraz aktorka filmowa i telewizyjna
  - Igor Krawczuk, rosyjski hokeista
  - Louis Mandylor, australijski aktor, reżyser filmowy i telewizyjny
  - Igor Radojičić, serbski polityk, burmistrz Banja Luki
  - Beata Schimscheiner, polska aktorka
- 14 września:
  - Wartan Israjelian, ormiański piłkarz, działacz piłkarski
  - Nikola Jurčević, chorwacki piłkarz, trener
  - Łukasz (Lomidze), gruziński biskup prawosławny
  - Morten Helveg Petersen, duński polityk, eurodeputowany
- 15 września:
  - Jacek Dłużewski, polski malarz, rysownik, nauczyciel akademicki
  - Sherman Douglas, amerykański koszykarz
  - Joel Sánchez, meksykański lekkoatleta, chodziarz
  - Dejan Savićević, czarnogórski piłkarz, trener
  - Wojciech Wiercioch, polski satyryk, prozaik, poeta, aforysta, eseista, felietonista, diarysta, pamiętnikarz, antologista
- 16 września:
  - Piotr Dziadzio, polski geolog, urzędnik państwowy
  - John Bel Edwards, amerykański polityk, gubernator Luizjany
  - Raúl Magaña, meksykański aktor, model
  - Kevin Young, amerykański lekkoatleta, płotkarz
- 17 września:
  - Marc Birsens, luksemburski piłkarz
  - Paula Jones, amerykańska urzędniczka
  - Marek Kwiek, polski filozof
  - Patrick O’Connor, jamajski lekkoatleta, sprinter
- 18 września – Tom Chorske, amerykański hokeista
- 19 września:
  - Leszek Gnoiński, polski dziennikarz muzyczny
  - Andriej Ługowoj, rosyjski funkcjonariusz KGB, przedsiębiorca, polityk
  - Daniela Neunast, niemiecka wioślarka, sterniczka
  - Yoshihiro Takayama, japoński zawodnik MMA, wrestler
- 20 września:
  - Nuno Bettencourt, amerykański gitarzysta pochodzenia portugalskiego, członek zespołu Extreme
  - Grzegorz Kołacz, polski rolnik, polityk, poseł na Sejm RP
  - Paweł Lisicki, polski dziennikarz, publicysta, eseista, tłumacz
  - Cheryl Reeve, amerykańska trenerka koszykarska, menadżerka klubowa
  - Agata Wołkowycka, polska lekkoatletka, płotkarka
- 21 września:
  - Rinat Achmetow, ukraiński przedsiębiorca, polityk pochodzenia tatarskiego
  - Kerrin Lee-Gartner, kanadyjska narciarka alpejska
  - Tab Ramos, amerykański piłkarz pochodzenia urugwajskiego
  - Artur Then, polski polityk, poseł na Sejm RP
- 22 września:
  - Erdoğan Atalay, niemiecki aktor pochodzenia tureckiego
  - Gianpiero D’Alia, włoski prawnik, polityk
  - Owejs Mallahi, irański zapaśnik
  - Stefan Rehn, szwedzki piłkarz, trener
  - Mike Richter, amerykański hokeista
  - Nelson Tapia, chilijski piłkarz, bramkarz
- 23 września:
  - Héctor David García Osorio, honduraski duchowny katolicki, biskup Yoro
  - Zsolt Petry, węgierski piłkarz, bramkarz, trener
- 24 września:
  - Christophe Bouchut, francuski kierowca wyścigowy
  - Alfred Hörtnagl, austriacki piłkarz
  - Erika Mészáros, węgierska kajakarka
  - Piotr Mularuk, polski reżyser, scenarzysta i producent filmowy i telewizyjny
- 25 września:
  - Niccolò Ammaniti, włoski pisarz
  - Stanisław Bunin, rosyjski pianista
  - Aleksandar Čotrić, serbski aforysta, poeta, polityk
  - Jason Flemyng, brytyjski aktor
- 26 września:
  - Troy Alves, amerykański kulturysta
  - Natja Brunckhorst, niemiecka aktorka
  - Keith Millen, angielski piłkarz, trener
  - Barry Moore, amerykański polityk, kongresmen
  - Petri Tiainen, fiński piłkarz
- 27 września:
  - Sigurður Jónsson, islandzki piłkarz, trener
  - Jovanotti, włoski piosenkarz
  - Stephanie Wilson, amerykańska inżynier, astronautka
- 28 września:
  - Maria Canals Barrera, amerykańska aktorka pochodzenia kubańskiego
  - Monika Rakusa, polska psycholog, pisarka, publicystka, scenarzystka filmów dokumentalnych
  - Mário Sperry, brazylijski zawodnik sportów walki
- 29 września:
  - Nicolas de Crécy, francuski twórca komiksów
  - Hersey Hawkins, amerykański koszykarz
  - Claus Strunz, niemiecki dziennikarz
  - Igor Sumnikow, białoruski kolarz szosowy
  - Jill Whelan, amerykańska aktorka
- 30 września:
  - Bogdan Obradović, serbski trener tenisa ziemnego
  - Nenad Popović, serbski przedsiębiorca, działacz sportowy, polityk
- 1 października:
  - Stefano Dionisi, włoski aktor
  - George Weah, liberyjski piłkarz, działacz humanitarny, polityk, prezydent Liberii
  - José Ángel Ziganda, hiszpański piłkarz, trener
- 2 października
  - Sandy Goss, kanadyjski pływak
  - Peter Knäbel, niemiecki piłkarz, trener
  - Mousse T., niemiecki didżej, kompozytor, producent muzyczny pochodzenia tureckiego
  - Marian Waligóra, polski paulin
- 3 października
  - Anthony Fallah Borwah, liberyjski duchowny katolicki, biskup Gbarnga
  - Natalie Raitano, amerykańska aktorka pochodzenia włoskiego
- 4 października
  - John van den Brom, holenderski piłkarz
  - Warren Spink, australijski piłkarz, trener
- 5 października:
  - Jeff Lebo, amerykański koszykarz i trener
  - Inesa Kraweć, ukraińska lekkoatletka, skoczkini w dal i trójskoczkini
  - Jan Verhaas, holenderski sędzia snookerowy
- 6 października
  - Shirin Chaudhury, bangladeska polityczka
  - Dolores Heredia, meksykańska aktorka
  - Jacqueline Obradors, amerykańska aktorka
  - Niall Quinn, irlandzki piłkarz
  - Andrzej Sołtysik, polski dziennikarz, prezenter telewizyjny
  - Tommy Stinson, amerykański basista, członek zespołów: The Replacements, Bash & Pop(inne języki), Guns N’ Roses i Soul Asylum
- 7 października
  - Marco Beltrami, amerykański kompozytor muzyki filmowej
  - Valérie De Bue, belgijska i walońska polityk oraz działaczka samorządowa
  - Bronislav Schwarz, czeski policjant, samorządowiec, polityk
  - Cezary Specht, polski komandor
- 8 października
  - Olaf Janßen, polski piłkarz
  - Tabea Zimmermann, niemiecka altowiolistka i pedagog muzyczna
- 9 października:
  - Lúcio Antunes, kabowerdyjski piłkarz, trener
  - David Cameron, brytyjski polityk, premier Wielkiej Brytanii
  - Sylfest Glimsdal, norweski biathlonista
  - José Rico Pavés, hiszpański duchowny katolicki, biskup pomocniczy Getafe
  - Olaf Zinke, niemiecki łyżwiarz szybki
- 10 października
  - Tony Adams, angielski piłkarz, trener
  - Maria Ford, amerykańska aktorka, tancerka i modelka
  - Bai Ling, amerykańska aktorka pochodzenia chińskiego
  - Quim Machado, portugalski piłkarz, trener
  - Derrick McKey, amerykański koszykarz
  - Elana Meyer, południowoafrykańska lekkoatletka, biegaczka długodystansowa
  - Anna Nowak, polska aktorka, prezenterka telewizyjna
  - Karen Percy, kanadyjska narciarka alpejska
  - Przemysław Thiele, polski muzyk, wokalista, autor tekstów, producent muzyczny, członek zespołów: Kolaboranci i Zemby
- 11 października:
  - Fehaid Aldeehani, kuwejcki strzelec sportowy
  - Ian Freeman, brytyjski zawodnik MMA
  - Waldemar Kuleczka, polski gitarzysta basowy, członek zespołów: Papa Dance i Oddział Zamknięty
  - Bolesław Śliwicki, polski poeta, prozaik, dziennikarz
  - Regina Stiefl, niemiecka kolarka górska
  - Siergiej Surowikin, rosyjski wojskowy
- 12 października:
  - Wim Jonk, holenderski piłkarz
  - Brian Kennedy, irlandzki piosenkarz, autor tekstów
  - Hanna Birna Kristjánsdóttir, islandzka polityk
  - Rhona Martin, szkocka curlerka
  - Roberto Sensini, argentyński piłkarz, menedżer
  - Artur Ważny, polski duchowny rzymskokatolicki, biskup diecezjalny sosnowiecki
- 13 października
  - Baja Mali Knindža, serbski piosenkarz turbofolkowy
  - Jelena Pietrowa, rosyjska judoczka
  - John Regis, brytyjski lekkoatleta, sprinter
- 14 października –
  - Danuta Dudzińska-Wieczorek, polska śpiewaczka operowa (sopran)
  - Edward Kerr, amerykański aktor
  - Isabelle Le Callennec, francuska ekonomistka, polityk
  - Serhij Paszynski, ukraiński przedsiębiorca, polityk
- 15 października
  - Roberta Bonanomi, włoska kolarka szosowa
  - Jorge Campos, meksykański piłkarz, bramkarz
  - Bill Charlap, amerykański pianista i kompozytor jazzowy
  - Teresa Folga, polska gimnastyczka, trenerka
  - Jonathan Joseph, amerykański perkusista
- 16 października
  - Raúl Gutiérrez, meksykański piłkarz
  - Mary Elizabeth McGlynn, amerykańska aktorka, reżyserka, piosenkarka
  - Stefan Reuter, niemiecki piłkarz
- 17 października
  - Antoni Dudek, polski politolog, historyk, wykładowca akademicki, publicysta
  - Danny Ferry, amerykański koszykarz
  - Mark Gatiss, amerykański aktor, pisarz, scenarzysta filmowy i telewizyjny
  - Artur Kasperek, polski fagocista
  - Tommy Kendall, amerykański kierowca wyścigowy
  - Mário Antônio da Silva, brazylijski duchowny katolicki, biskup Roraimy
- 18 października
  - Pascal Chang-Soi, polinezyjski duchowny katolicki, biskup Taiohae o Tefenuaenata
  - Amadeusz Majerczyk, polski perkusista, członek zespołów: Tie Break i Young Power
  - Marta Rau, polska aktorka-lalkarka
  - Pedro Rodríguez, ekwadorski kolarz szosowy
  - Angela Visser, holenderska modelka, zwyciężczyni konkursu Miss Universe
- 19 października
  - Jon Favreau, amerykański aktor reżyser i scenarzysta filmowy
  - Adrienne Goodson, amerykańska koszykarka, trenerka
  - Patricia Neske, niemiecka łyżwiarka figurowa
  - Meldrick Taylor, amerykański bokser
- 20 października:
  - Grzegorz Kołacz, polski rolnik, polityk, poseł na Sejm RP
  - Ireneusz Machnicki, polski aktor
  - Stefan Raab, niemiecki prezenter telewizyjny
  - Monika Sajko-Gradowska, polska scenograf, kostiumolog
  - Arto Satonen, fiński polityk
  - Greg Wrangler, amerykański aktor
  - Abu Musab az-Zarkawi, jordański terrorysta (zm. 2006)
- 21 października
  - Irena Czuta, polska lekkoatletka, biegaczka
  - Lars-Börje Eriksson, szwedzki narciarz alpejski
  - Douglas Hurley, amerykański pilot wojskowy, inżynier, astronauta
  - Jonas Svensson, szwedzki tenisista
  - Wayne Weidemann, australijski futbolista, trener
- 22 października:
  - Agata Binkowska, polska urzędniczka, działaczka samorządowa, członek zarządu województwa świętokrzyskiego
  - Jakub (Kostiuczuk), polski duchowny prawosławny, biskup białostocki i gdański
  - Keisha, amerykańska aktorka pornograficzna
  - Lisa Lipps, amerykańska aktorka pornograficzna
  - Tatjana Owsijenko, rosyjska piosenkarka
  - Alfred Stelleman, holenderski niewidomy kolarz, złoty medalista LIP 1992
  - Sławomir Suchomski, polski piłkarz, trener
  - Luisa Todini, włoska bizneswoman, polityk
- 23 października
  - Cornelia Sirch, niemiecka pływaczka
  - Yan Hong, chińska lekkoatletka, chodziarka
  - Alessandro Zanardi, włoski kierowca wyścigowy
- 24 października
  - Roman Abramowicz, rosyjski miliarder, polityk pochodzenia żydowskiego
  - Abdelmajid Bouyboud, marokański piłkarz
  - Jing Haipeng, chiński pilot wojskowy, astronauta
  - Vágner Mancini, brazylijski piłkarz, trener
  - Mariusz Sobacki, polski koszykarz
- 25 października
  - Gustavo Adrianzén, peruwiański prawnik, polityk i dyplomata, premier Peru
  - Lionel Charbonnier, francuski piłkarz, bramkarz
  - Wendel Clark, kanadyjski hokeista
  - Siergiej Syrcow, rosyjski sztangista
- 26 października
  - Alejandro Hoffman, argentyński szachista
  - Cristian Preda, rumuński politolog, publicysta, polityk
  - Robert Sowa, polski kucharz, restaurator, autor książek kucharskich
  - Steve Valentine, brytyjski aktor, magik, muzyk
- 27 października
  - Dibyendu Barua, indyjski szachista
  - Csaba Köves, węgierski szablista
  - Antonio Manicone, włoski piłkarz
  - Oleg Moldovan, mołdawski strzelec sportowy
  - Marko Perković, chorwacki muzyk, kompozytor, wokalista, lider zespołu Thompson
  - Raimondas Šukys, litewski prawnik, polityk
- 28 października
  - Romeo Franz, niemiecki muzyk jazzowy, działacz społeczny, polityk
  - Andy Richter, amerykański futbolista, aktor
- 29 października
  - Liu Boming, chiński pilot wojskowy, astronauta
  - Anna Litwina, rosyjska historyk, profesor
  - Jurij Tyma, ukraiński polityk
- 30 października –
  - Zoran Milanović, chorwacki polityk, prezydent Chorwacji
  - Ludmiła Rogaczowa, rosyjska lekkoatletka, biegaczka średniodystansowa
  - Quin Snyder, amerykański trener koszykówki
- 31 października
  - Ernst Aigner, austriacki piłkarz
  - Joseph Boyden, kanadyjski pisarz
  - Georg Friedrich, austriacki aktor
  - Mike O’Malley, amerykański aktor, pisarz
  - Harald Spörl, niemiecki piłkarz
- 1 listopada
  - Danny Everett, amerykański lekkoatleta, sprinter
  - Jeremy Hunt, brytyjski polityk
- 2 listopada
  - Chalid Abu an-Nadża, egipski aktor, reżyser i producent filmowy, prezenter telewizyjny
  - Sean Kanan, amerykański aktor
  - David Schwimmer, amerykański aktor, reżyser i producent filmowy i telewizyjny pochodzenia żydowskiego
  - Valentine Tsamma Seane, botswański duchowny katolicki, biskup Gaborone
  - Dubravko Šimenc, chorwacki piłkarz wodny
  - Karin Steinbach, niemiecko-austriacka pisarka, dziennikarka, lektorka
- 3 listopada
  - Gil Baiano, brazylijski piłkarz
  - Gary Anthony Sturgis, amerykański aktor
  - Sascha Wallscheid, niemiecki kolarz torowy
- 4 listopada
  - Tomasz Łęcki, polski samorządowiec
  - Goran Rađenović, serbski piłkarz wodny
  - Sergio Sendel, meksykański aktor
  - Siergiej Trofimow, rosyjski piosenkarz
  - Petra Verkaik, amerykańska modelka, aktorka pochodzenia indonezyjsko-holenderskiego
- 5 listopada
  - Angela Bismarchi, brazylijska aktorka, modelka, tancerka, pisarka
  - Urmas Kirs, estoński piłkarz, trener
  - Alexander Graf Lambsdorff, niemiecki dyplomata, polityk
  - Yasunori Miyabe, japoński łyżwiarz szybki
  - Nayim, hiszpański piłkarz
- 6 listopada
  - Paul Gilbert, amerykański gitarzysta, członek zespołu Mr. Big
  - Laurent Lafforgue, francuski matematyk
  - Ingo Spelly, niemiecki kajakarz, kanadyjkarz
  - Andrzej Zapałowski, polski historyk, polityk, poseł na Sejm RP, eurodeputowany
- 7 listopada
  - Piotr Czachowski, polski piłkarz
  - Urs Vescoli, szwajcarsko-australijski skeletonista
- 8 listopada
  - Ronnie Correy, amerykański żużlowiec
  - Maciej Pisarek, polski reżyser i scenarzysta filmowy
  - Gordon Ramsay, szkocki kucharz, restaurator, autor książek kucharskich
  - Jan (Rudenko), rosyjski biskup prawosławny
- 10 listopada
  - Vanessa Angel, brytyjska modelka, aktorka
  - Iwan Bałoha, ukraiński przedsiębiorca, samorządowiec, polityk
  - Krzysztof Chojniak, polski inżynier elektryk, samorządowiec, prezydent Piotrkowa Trybunalskiego
  - József Csák, węgierski judoka
  - Andrzej Głąb, polski zapaśnik
- 11 listopada:
  - Alison Doody, irlandzka aktorka
  - Gabriella Hall, amerykańska aktorka erotyczna
  - Mihnea Motoc, rumuński prawnik, dyplomata, polityk
  - Hubert Schösser, austriacki bobsleista
  - Izabela Siekańska, polska szachistka
- 12 listopada:
  - Luís Climent, hiszpański kierowca rajdowy
  - Andriej Dundukow, rosyjski kombinator norweski
  - Ade Mafe, brytyjski lekkoatleta, sprinter
  - Andrzej Majewski, polski pisarz, aforysta
  - Anette Norberg, szwedzka curlerka
  - Andy Thorn, angielski piłkarz, trener
- 13 listopada
  - Tymoteusz (Aioanei), rumuński biskup prawosławny
  - Piotr Socha, polski grafik, projektant, ilustrator
  - Rumeal Robinson, amerykański koszykarz
- 14 listopada
  - Beatriz Becerra, hiszpańska polityk
  - Grzegorz Kapusta, polski samorządowiec, wicemarszałek województwa lubelskiego
  - Roni Lewi, izraelski piłkarz, trener
  - Robert MacLaren, brytyjski okulista, mikrochirurg
  - Petra Rossner, niemiecka kolarka torowa i szosowa
- 15 listopada
  - Jean-Christophe Bouvier, francuski polityk
  - Alexander Conrad, niemiecki piłkarz, trener
  - Octavie Modert, luksemburska polityk
  - Albert Pahimi Padacké, czadyjski polityk, premier Czadu
  - Alex Pedersen, duński kolarz szosowy
  - Rachel True, amerykańska aktorka
  - Stanisław Ustupski, polski kombinator norweski
- 16 listopada
  - Tricia Cast, amerykańska aktorka
  - Edmond Haxhinasto, albański polityk
  - Roberta Invernizzi, włoska sopranistka i pedagog
  - Christian Lorenz, niemiecki klawiszowiec, członek zespołu Rammstein
  - Dean McDermott, kanadyjski aktor
  - Jimmy Nilsen, szwedzki żużlowiec
  - Ireneusz Pacula, polski hokeista, trener
- 17 listopada:
  - Jeff Buckley, amerykański piosenkarz, gitarzysta, autor tekstów (zm. 1997)
  - Richard Fortus, amerykański gitarzysta, członek zespołu Guns N’ Roses
  - Daisy Fuentes, amerykańska modelka, aktorka pochodzenia kubańskiego
  - Sophie Marceau, francuska aktorka, reżyserka, scenarzystka
  - Nuno Gomes Nabiam, gwinejski polityk, premier Gwinei Bissau
  - Tomasz Sapryk, polski aktor
- 18 listopada
  - Brett Dutton, australijski kolarz torowy i szosowy
  - LaVonna Martin, amerykańska lekkoatletka, płotkarka
  - Marusha, niemiecka didżejka, producentka muzyczna
  - Zoran Savić, serbski koszykarz
  - Tetsuya Takahashi, japoński projektant gier komputerowych
- 19 listopada
  - Dominique Arnould, francuski kolarz przełajowy i szosowy
  - Wolfgang Bodison, amerykański aktor, reżyser, producent i scenarzysta filmowy
  - Gail Devers, amerykańska lekkoatletka, sprinterka i płotkarka
  - Kachaber Kaczarawa, gruziński piłkarz
  - Jason Scott Lee, amerykański aktor
- 20 listopada
  - Neil Broad, brytyjski tenisista pochodzenia południowoafrykańskiego
  - Terry Lovejoy, australijski astronom amator
  - Štefan Svitek, słowacki trener koszykarski
- 21 listopada:
  - Troy Aikman, amerykański futbolista
  - Ołeksandr Bahacz, ukraiński lekkoatleta, kulomiot
  - Jewgienij Bariejew, rosyjski szachista
  - Lorenzo Guerini, włoski polityk
  - Andrzej Papierz, polski dziennikarz, dyplomata
  - William Ruto, kenijski polityk, prezydent Kenii
  - Giuseppe Scopelliti, włoski samorządowiec, polityk
  - Peter Vermes, amerykański piłkarz pochodzenia węgierskiego
  - Zhai Zhigang, chiński podpułkownik lotnictwa, astronauta
- 22 listopada:
  - Laurent Camiade, francuski duchowny katolicki, biskup Cahors
  - Véronique Claudel, francuska biathlonistka
  - Filip Kaczmarek, polski polityk, poseł na Sejm RP, eurodeputowany
  - Paweł Próchniak, polski krytyk i historyk literatury
  - Michael K. Williams, amerykański aktor (zm. 2021)
- 23 listopada:
  - Vincent Cassel, francuski aktor
  - Kevin Gallacher, szkocki piłkarz
  - Michelle Gomez, brytyjska aktorka pochodzenia portugalskiego
  - Jeppe Kaas, duński aktor, kompozytor muzyki filmowej, dyrygent
  - Patrick Mameli, holenderski gitarzysta, wokalista, założyciel zespołu Pestilence
  - Jordi Sebastià i Talavera, hiszpański dziennikarz, publicysta, polityk
  - Markku Uusipaavalniemi, fiński curler, polityk
- 24 listopada
  - Delphyne Burlet, francuska biathlonistka
  - Juan Pablo Gamboa, kolumbijsko-meksykański aktor
  - Zbigniew Robakiewicz, polski piłkarz, bramkarz
  - Sergiusz (Telich), estoński biskup prawosławny
  - Russell Watson, brytyjski śpiewak operowy (tenor)
- 25 listopada
  - Tim Armstrong, amerykański gitarzysta i wokalista punkowy
  - Billy Burke, amerykański aktor, scenarzysta i producent filmowy
  - Elżbieta Łukacijewska, polska polityk, poseł na Sejm RP i eurodeputowana
- 26 listopada
  - Garcelle Beauvais, amerykańska aktorka pochodzenia haitańskiego
  - Merlin Mann, amerykański publicysta, bloger
  - Sue Wicks, amerykańska koszykarka, trenerka
- 27 listopada
  - Dean Garrett, amerykański koszykarz
  - Rolando José Álvarez Lagos, nikaraguański duchowny katolicki, biskup Matagalpy
  - Heo Byeong-ho, południowokoreański zapaśnik
  - Heinz Ollesch, niemiecki trójboista siłowy, strongman
  - Goran Stevanović, serbski piłkarz, trener
  - Jacky Terrasson, francuski pianista jazzowy
  - Jope Tuikabe, fidżyjski rugbysta
- 28 listopada
  - Arkadiusz Nowak, polski duchowny katolicki, kamilianin, działacz społeczny
  - Ulrike Schweikert, niemiecka pisarka
- 29 listopada
  - Marcelo Birmajer, argentyński dziennikarz, pisarz, scenarzysta filmowy
  - John Layfield, amerykański wrestler
- 30 listopada
  - Lenny Abrahamson, irlandzki reżyser i scenarzysta filmowy i telewizyjny pochodzenia żydowskiego
  - Diamantino Antunes, portugalski duchowny katolicki, biskup diecezjalny Tete
  - David Berkoff, amerykański pływak
  - Kim Kielsen, grenlandzki polityk, premier Grenlandii
  - Kent Kinnear, amerykański tenisista
  - Mika Salo, fiński kierowca wyścigowy
- 1 grudnia
  - Andrew Adamson, nowozelandzki aktor, reżyser i producent filmowy
  - Édouard Baer, francuski aktor, producent, scenarzysta i reżyser filmowy
  - Dariusz Polowy, polski przedsiębiorca, samorządowiec, prezydent Raciborza
  - Larry Walker, amerykański baseballista
- 2 grudnia:
  - Anita Jokiel, polska gimnastyczka
  - Zeke Jones, amerykański zapaśnik
  - Czesława Pilarska, polska szachistka
  - Joan Puigcercós, kataloński polityk
- 3 grudnia
  - Bernd Althusmann, niemiecki polityk
  - Ilona Mądra, polska koszykarka
  - Celina Muza, polska piosenkarka, aktorka, producentka muzyczna
  - Flemming Povlsen, duński piłkarz
- 4 grudnia
  - Jerome Lane, amerykański koszykarz
  - Władimir Alekno, rosyjski siatkarz, trener
  - Fred Armisen, amerykański aktor, komik
  - Tomas Eneroth, szwedzki samorządowiec, polityk
  - Lee Kyung-young, południowokoreański bokser
  - Masta Ace, amerykański raper
- 5 grudnia
  - Oscar Cantú, amerykański duchowny katolicki pochodzenia meksykańskiego, biskup Las Cruces
  - Patricia Kaas, francuska piosenkarka, autorka tekstów
  - Patrick Ouchène, belgijski wokalista, gitarzysta, członek zespołów: The Domino’s i Runnin’ Wild
  - Van Williams, amerykański perkusista, członek zespołów: Nevermore, Armageddon i Ashes of Ares(inne języki)
- 6 grudnia
  - Jason LaFreniere, kanadyjski hokeista
  - Grzegorz Leszczyński, polski duchowny katolicki, prawnik, kanonista, filozof, wykładowca akademicki, poeta, muzyk, wokalista, trębacz, pianista
  - Jamo Nezzar, amerykański kulturysta pochodzenia algierskiego
- 7 grudnia
  - Gem Archer, brytyjski gitarzysta, członek zespołu Oasis
  - Lucía Etxebarria, hiszpańska pisarka, poetka, eseistka i scenarzystka
  - Danny Hassel, amerykański aktor
  - C. Thomas Howell, amerykański aktor
- 8 grudnia
  - Les Ferdinand, angielski piłkarz, trener
  - Ben Goertzel, amerykański pisarz, badacz sztucznej inteligencji pochodzenia brazylijsko-żydowskiego
  - Matthew Laborteaux, amerykański aktor
  - Tyler Mane, kanadyjski wrestler, aktor
  - Sinéad O’Connor, irlandzka piosenkarka, kompozytorka, autorka tekstów (zm. 2023)
- 9 grudnia:
  - Mário Centeno, portugalski ekonomista, matematyk, polityk
  - Sławomir Czwórnóg, polski reżyser dźwięku
  - Andrzej Dostatni, polski łyżwiarz figurowy, trener, sędzia
  - Kirsten Gillibrand, amerykańska prawnik, polityk, senator
  - Dave Harold, angielski snookerzysta
  - Dana Murzyn, kanadyjski hokeista
  - Spencer Rochfort, amerykański aktor
  - Glenn Youngkin, amerykański polityk, gubernator Wirginii
- 11 grudnia
  - Elliot Bunney, brytyjski lekkoatleta, sprinter
  - Gary Dourdan, amerykański aktor
  - Adam Fedoruk, polski piłkarz, trener
  - Adolfo Ríos, meksykański piłkarz, bramkarz
- 12 grudnia
  - Ricky Calloway, amerykański koszykarz
  - Mohammed Chaouch, marokański piłkarz
  - Maurizio Gaudino, niemiecki piłkarz pochodzenia włoskiego
  - Hiromi Goto, kanadyjska pisarka pochodzenia japońskiego
  - Philippe LaRoche, kanadyjski narciarz dowolny
  - Zdravko Radulović, chorwacki koszykarz, trener
  - Jim Sandlak, kanadyjski hokeista
  - Richard Sunee, maurytyjski piłkarz
- 13 grudnia
  - Didier van der Hove, belgijsko-kolumbijski aktor
  - Kristen McMenamy, brytyjska modelka
  - Jure Zdovc, słoweński koszykarz, trener
- 14 grudnia
  - Lucrecia Martel, argentyńska reżyserka, scenarzystka i producentka filmowa
  - Helle Thorning-Schmidt, duńska polityk, premier Danii
  - Dorota Tobiszowska, polska prawniczka, samorządowiec, polityk, senator RP
  - Sarah Zettel, amerykańska pisarka science fiction i fantasy
- 15 grudnia
  - Max Angelelli, włoski kierowca wyścigowy
  - Juan Ríos, portorykański tenisista
- 16 grudnia
  - Albert Anastas, indyjski duchowny katolicki
  - Irene Eijs, holenderska wioślarka
  - Stefania Prestigiacomo, włoska polityk
  - Dennis Wise, angielski piłkarz
- 17 grudnia
  - Yūko Arimori, japońska lekkoatletka, maratonistka
  - Robin Fraser, amerykański piłkarz, trener pochodzenia jamajskiego
  - Steve Knight, amerykański polityk, kongresmen
  - Walerij Lukin, kazachski gimnastyk, trener pochodzenia rosyjskiego
  - Kristiina Ojuland, estońska polityk, prawnik
  - Jerzy Podbrożny, polski piłkarz, trener i menedżer piłkarski
  - Ałła Zahajkewycz, ukraińska kompozytorka
- 18 grudnia
  - Gianluca Pagliuca, włoski piłkarz, bramkarz
  - Leszek Pisz, polski piłkarz
- 19 grudnia
  - Armen Giulbudaghianc, ormiański piłkarz, trener
  - Robert MacNaughton, amerykański aktor
  - Alberto Tomba, włoski narciarz alpejski
  - Eric Weinrich, amerykański hokeista
- 20 grudnia
  - Thomas Dufter, niemiecki kombinator norweski
  - Milenia Fiedler, polska montażystka filmowa
  - Ed de Goey, holenderski piłkarz, bramkarz, trener
  - Myrra Malmberg, szwedzka piosenkarka, artystka musicalowa
  - George Scott, szwedzki bokser pochodzenia liberyjskiego
  - Yumi Tōma, japońska aktorka głosowa, piosenkarka
- 21 grudnia:
  - Marco Borsato, holenderski piosenkarz pochodzenia włoskiego
  - Nenad Kljaić, chorwacki piłkarz ręczny
  - Ewa Nowak, polska pisarka, publicystka
  - Dieter Runkel, szwajcarski kolarz przełajowy i szosowy
  - William Ruto, kenijski polityk, prezydent Kenii
  - Kiefer Sutherland, kanadyjski aktor, reżyser filmowy i telewizyjny
  - Karri Turner, amerykańska aktorka
- 22 grudnia
  - Dmitrij Biłozierczew, rosyjski gimnastyk
  - Daniel Fauché, francuski wioślarz
  - Piotr Łukaszewski, polski gitarzysta, kompozytor, producent muzyczny, członek zespołu PtakY
  - Marcel Schirmer, niemiecki basista, wokalista, członek zespołów: Destruction i Headhunter
- 23 grudnia
  - Elvis Albertus, arubański trener piłkarski
  - Oscar García, kubański florecista
  - Martin Kocourek, czeski przedsiębiorca, polityk
  - Gino Lettieri, włoski trener piłkarski
- 24 grudnia
  - Diedrich Bader, amerykański aktor, komik
  - José Francisco Rodrigues do Rêgo, brazylijski duchowny katolicki, biskup Ipameri
- 25 grudnia
  - Toshihiro Arai, japoński kierowca rajdowy
  - Javier Frana, argentyński tenisista
  - Mauro Picotto, włoski didżej
  - Sandra Schumacher, niemiecka kolarka szosowa
  - Artur Święs, polski aktor
- 26 grudnia
  - Jay Farrar, amerykański gitarzysta, wokalista, członek zespołów: Uncle Tupelo i Son Volt
  - Andreas Heymann, niemiecki biathlonista
  - Tim Legler, amerykański koszykarz
  - Aneta Oborny, polska historyk kultury, muzykolog
  - Jay Yuenger, amerykański gitarzysta, członek zespołu White Zombie
- 27 grudnia:
  - Cezary Domarus, polski poeta, prozaik, muzyk
  - Masahiro Fukuda, japoński piłkarz
  - Bill Goldberg, amerykański futbolista, wrestler, aktor
  - Krzysztof Jaworski, polski poeta, prozaik, dramaturg, historyk literatury
  - Rafał Królikowski, polski aktor
  - Eva LaRue, amerykańska aktorka
  - Rafał Sisicki, polski reżyser, aktor
  - Dušan Tittel, słowacki piłkarz, trener
- 28 grudnia:
  - Piotr Beczała, polski śpiewak operowy (tenor)
  - Kaliopi, macedońska piosenkarka, kompozytorka, autorka tekstów
  - Anna Lissowska, polska szachistka
  - Mohamed Ali Mahjoubi, tunezyjski piłkarz
  - Wojciech Wojda, polski wokalista, członek zespołu Farben Lehre
- 29 grudnia
  - Chris Barnes, amerykański wokalista, autor tekstów, producent muzyczny, członek zespołów: Cannibal Corpse i Six Feet Under
  - Stefano Eranio, włoski piłkarz
  - Jason Gould, amerykański aktor, reżyser, scenarzysta i producent filmowy
  - Alexandra Kamp, niemiecka aktorka
  - Danilo Pérez, panamski pianista i kompozytor jazzowy
  - Heimo Pfeifenberger, austriacki piłkarz
  - Waldemar Wrona, polski polityk, poseł Sejm RP
- 30 grudnia
  - Przemysław Kazienko, polski informatyk
  - Bennett Miller, amerykański reżyser filmowy
- 31 grudnia
  - Bjørn Lynne, norweski muzyk, kompozytor
  - Konrad Typek, polski szachista
- data dzienna nieznana: 
  - Paweł Jochym, polski fizyk, współzałożyciel polskiej wersji Wikipedii i Wikicytatów

## Zdarzenia astronomiczne
- 12 listopada – całkowite zaćmienie Słońca

## Nagrody Nobla
- z fizyki – Alfred Kastler
- z chemii – Robert S. Mulliken
- z medycyny – Charles Huggins, Peyton Rous
- z literatury – Szmuel Josef Agnon, Nelly Sachs
- nagroda pokojowa – nagrody nie przyznano

## Święta ruchome
- Tłusty czwartek: 17 lutego
- Ostatki: 22 lutego
- Popielec: 23 lutego
- Niedziela Palmowa: 3 kwietnia
- Pamiątka śmierci Jezusa Chrystusa: 5 kwietnia
- Wielki Czwartek: 7 kwietnia
- Wielki Piątek: 8 kwietnia
- Wielka Sobota: 9 kwietnia
- Wielkanoc: 10 kwietnia
- Poniedziałek Wielkanocny: 11 kwietnia
- Wniebowstąpienie Pańskie: 19 maja
- Zesłanie Ducha Świętego: 29 maja
- Boże Ciało: 9 czerwca